# Dàn trống

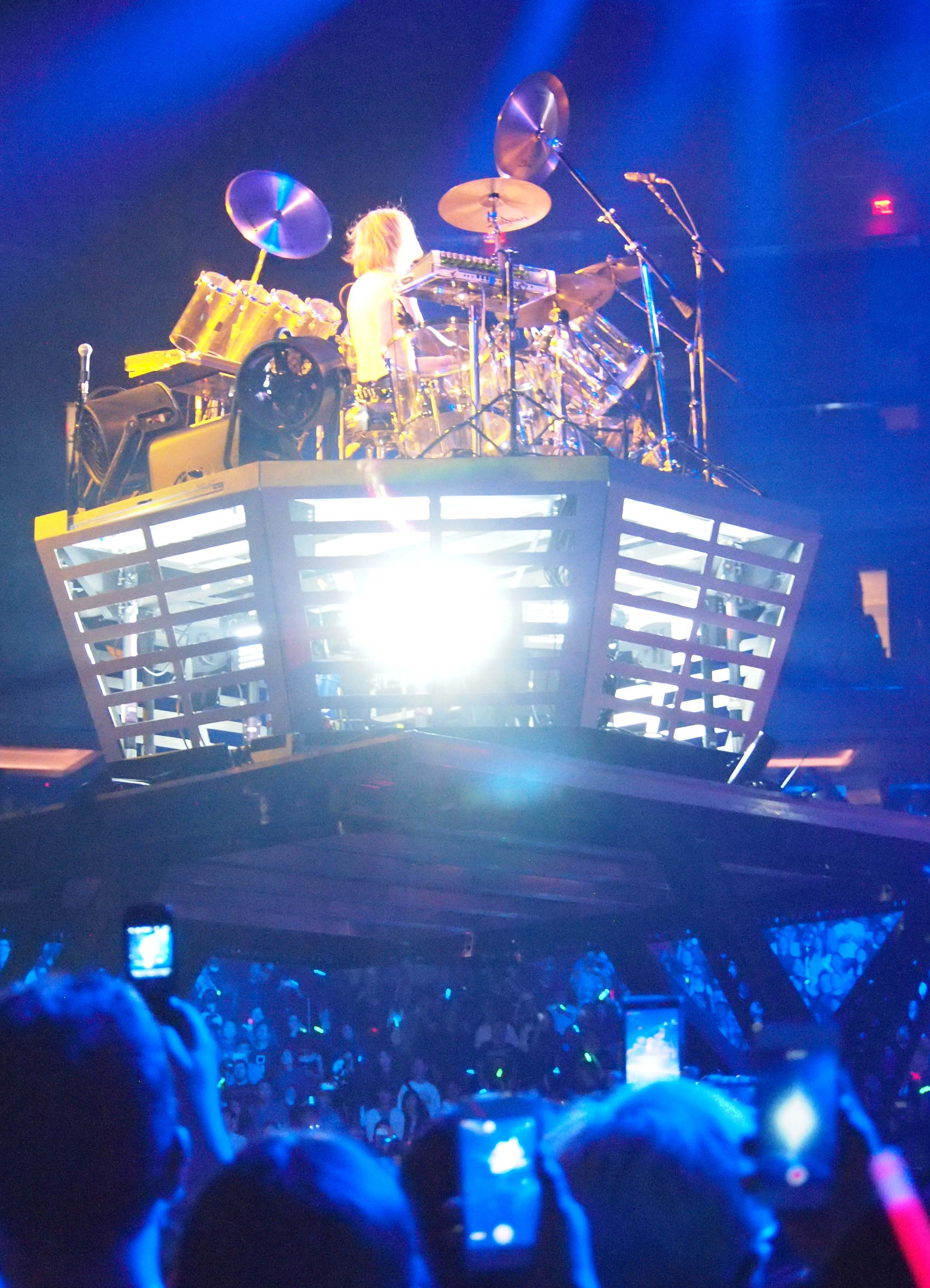
Tay trống heavy metal Nhật Bản Yoshiki tại Madison Square Garden

Một dàn trống - còn được gọi là bộ trống hoặc đơn giản là trống - là một bộ trống và các nhạc cụ gõ khác, điển hình là chũm chọe, được dựng trên giá đỡ và chơi bởi một tay trống duy nhất, với dùi trống được cầm bằng cả hai tay, bàn đạp điều khiển chũm chọe hi-hat và trống trầm. Vào những năm 2000, một số bộ trống cũng bao gồm nhạc cụ điện tử. Ngoài ra, cả bộ trống hybrid (có cả trống âm hưởng và trống điện tử) và trống điện tử hoàn toàn (chỉ có trống điện tử) cũng được sử dụng.
Một bộ trống hiện đại chuẩn (dành cho người chơi thuận tay phải), được sử dụng trong nhạc đại chúng và huấn luyện trong các trường học nhạc, Các bộ phận trong dàn trống gồm có: Một trống bẫy, gắn trên giá đỡ, đặt giữa đầu gối của người chơi và chơi với dùi trống (hoặc dùi rute, dùi cọ); một trống trầm, được chơi bởi một bàn đạp, vận hành bằng chân phải của tay trống; hai hoặc nhiều trống đúp da chơi bằng dùi trống hoặc dùi cọ; một hi-hat (hai chũm chọe gắn trên giá đỡ), chơi bằng dùi trống, mở và đóng bằng bàn đạp chân trái (cũng có thể tạo ra âm thanh chỉ bằng chân); cuối cùng là Một hoặc nhiều chũm chọe, gắn trên giá đỡ, chơi bằng dùi trống.
Chúng được phân loại là bộ gõ không có âm vực, cho phép âm nhạc được ghi lại bằng cách sử dụng ký hiệu bộ gõ, trong đó tồn tại một hình thức bán chuẩn cho cả dàn trống và trống điện tử. Dàn trống được chơi khi tay trống ngồi trên một chiếc ghế trống (throne). Trong khi nhiều nhạc cụ như guitar hoặc dương cầm có khả năng thực hiện các giai điệu và hợp âm, hầu hết các dàn trống không thể có được điều này vì chúng tạo ra âm thanh của âm vực không xác định. Bộ trống là một phần của tiết tấu tiêu chuẩn, được sử dụng trong nhiều loại phong cách âm nhạc phổ biến và truyền thống, từ rock và pop đến blues và jazz. Các nhạc cụ tiêu chuẩn khác được sử dụng trong phần tiết tấu bao gồm dương cầm, guitar điện, guitar bass và bộ gõ.
Nhiều tay trống mở rộng bộ trống của họ từ cấu hình cơ bản này, thêm nhiều trống, nhiều chũm chọe hơn và nhiều nhạc cụ khác bao gồm cả bộ gõ. Ví dụ, một số tay trống rock và heavy metal sử dụng trống trầm đôi, chơi bằng trống trầm thứ hai hoặc bàn đạp đôi từ xa. Một số tay trống Progressive rock còn có thể bổ sung thêm bộ gõ cho dàn nhạc như cồng chiêng và chuông ống trong dàn trống của họ. Một số tay trống rock chơi các bộ trống nhỏ, bỏ qua các yếu tố thiết lập cơ bản.

## Lịch sử

### Giai đoạn phát triển ban đầu
Trước khi phát triển thành dàn trống, trống và chũm chọe được sử dụng trong quân nhạc và dàn nhạc được chơi riêng bởi những người chơi bộ gõ khác nhau; nếu yêu cầu là trống trầm và chũm chọe, ba nghệ sĩ bộ gõ sẽ được thuê để chơi ba nhạc cụ này. Vào những năm 1840, những người chơi bộ gõ bắt đầu thử nghiệm bàn đạp chân như một cách để cho phép họ chơi nhiều nhạc cụ hơn, nhưng những thiết bị này sẽ không được sản xuất hàng loạt trong 75 năm. Đến những năm 1860, những người chơi bộ gõ bắt đầu kết hợp nhiều loại trống thành một dàn. Trống trầm, trống bẫy, chũm chọe và các nhạc cụ gõ khác đều được đánh bằng dùi trống cầm tay. Những tay trống trong các buổi trình diễn nhạc kịch, nơi mà ngân sách dành cho dàn nhạc giao hưởng thường bị hạn chế, đã góp phần tạo ra bộ trống bằng cách phát triển các kỹ thuật và thiết bị cho phép họ đảm nhận vai trò của nhiều nghệ sĩ bộ gõ.
Chơi trống đôi được phát triển để cho phép tay trống chơi trống trầm và trống bẫy bằng dùi đồng thời chơi cả chũm chọe bằng cách nhấn chân vào một "low-boy". Với cách tiếp cận này, trống trầm thường được chơi trên các nhịp một và ba (trong nhịp 4
4). Mặc dù âm nhạc lần đầu tiên được thiết kế để diễu binh, nhưng cách tiếp cận trống đơn giản này đã dẫn đến sự ra đời của nhạc ragtime khi những nhịp diễu binh đơn giản trở nên phức tạp hơn. Bộ trống ban đầu được gọi là "trap set" và từ cuối những năm 1800 đến những năm 1930, người chơi trống được gọi là "tay trống trap". Đến thập niên 1870, các tay trống đã sử dụng "bàn đạp nhô ra". Hầu hết các tay trống trong thập niên 1870 thích đánh trống đôi mà không có bàn đạp để chơi nhiều trống cùng lúc, thay vì sử dụng bàn đạp nhô ra. Các công ty đã cấp bằng sáng chế cho hệ thống bàn đạp của họ như Dee Dee Chandler ở New Orleans 1904 - 05. Lần đầu tiên giải phóng đôi tay, sự tiến hóa này đã cho thấy trống trầm chơi với chân của một nhạc cụ gõ đứng ("trống đá"). Trống trầm trở thành loại trống trọng tâm mà mọi nhạc cụ gõ khác sau này sẽ được đặt xung quanh nó.
William F. Ludwig, Sr., và anh trai của ông, Theobald Ludwig, đã thành lập Công ty Ludwig & Ludwig vào năm 1909 và được cấp bằng sáng chế cho hệ thống bàn đạp trống trầm thành công về mặt thương mại, mở đường cho bộ trống hiện đại. Dùi cọ dây để chơi trống và chũm chọe được giới thiệu vào năm 1912. Sự cần thiết của dùi cọ phát sinh do vấn đề âm thanh trống làm lu mờ các nhạc cụ khác trên sân khấu. Những chiếc trống bắt đầu sử dụng phao bay bằng kim loại để giảm âm lượng trên sân khấu bên cạnh các nhạc cụ khác. Các tay trống vẫn có thể chơi mô hình trống bẫy bằng dùi cọ mà họ vẫn thường chơi bằng dùi trống.

### Thế kỷ XX
Giữa Chiến tranh thế giới thứ nhất, các bộ trống được dùng để diễu binh trống trầm theo phong cách ban nhạc với nhiều bộ gõ được treo lên quanh chúng. Bộ trống đã trở thành một tâm điểm của nhạc jazz, đặc biệt là Dixieland. Bộ trống hiện đại được phát triển trong kỷ nguyên Vaudevillenhững năm 1920 ở New Orleans.
Năm 1917, một ban nhạc ở New Orleans có tên "The Original Dixieland Jazz Band" đã ghi lại những giai điệu jazz trở thành một bản hit trên toàn quốc. Đây là những bản ghi jazz chính thức đầu tiên. Những người chơi trống như Baby Dodds, Zutty Singleton và Ray Bauduc đã lấy ý tưởng của nhịp điệu diễu binh, kết hợp trống trầm và trống bẫy và "trap", một thuật ngữ dùng để chỉ nhạc cụ gõ liên quan đến các nhóm di dân, bao gồm các chũm chọe, tom tom, chuông và mộc bản. Họ bắt đầu kết hợp những yếu tố này với ragtime, vốn đã phổ biến trong một vài thập kỷ, tạo ra một cách tiếp cận phát triển thành phong cách trống jazz.
Những hạn chế về ngân sách và những cân nhắc về không gian trong các dàn nhạc của nhà hát nhạc kịch đã khiến các ban nhạc gây áp lực cho người chơi bộ gõ ít hơn, nhằm trang trải nhiều phần tử của bộ gõ hơn. Bàn điều khiển bằng kim loại được phát triển để chứa các tom-tom của Trung Quốc, với giá đỡ xoay cho trống và chũm chọe. Trên đầu bàn điều khiển là một khay "contraption" (rút ngắn thành "trap"), được sử dụng để giữ các vật như còi và chuông, vì vậy những chiếc trống/dàn trống này được mệnh danh là "trap kit". Giá đỡ hi-hat xuất hiện vào khoảng năm 1926.
Vào năm 1918, Baby Dodds, chơi trên thuyền sông với Louis Armstrong ở Mississippi, đã sửa đổi thiết lập diễu binh và thử nghiệm chơi trống vành thay vì mộc bản, đánh chũm chọe bằng dùi (1919), chưa phổ biến, và thêm vào một chũm chọe phía trên trống trầm, cái được gọi là chũm chọe to. Nhà sản xuất trống William Ludwig đã phát triển hi-hat gắn đầu thấp sau khi quan sát tiếng trống của Dodd. Ludwig, nhận thấy Dodd gõ chân trái của mình liên tục. Dodds yêu cầu Ludwig nâng những hi-hat thấp mới được sản xuất lên cao hơn 9 inch để dễ chơi hơn, do đó tạo ra chiếc chũm chọe hi-hat hiện đại. Dodds là một trong những tay trống đầu tiên chơi nhịp liên ba bị hỏng, trở thành nhịp đập và tiêu chuẩn của chũm chọe to hiện đại. Ông cũng phổ biến việc sử dụng chũm chọe Hoa. Công nghệ ghi âm rất thô sơ, điều đó có nghĩa là âm thanh lớn có thể làm méo tiếng ghi âm. Để giải quyết vấn đề này, Dodds đã sử dụng mộc bản và trống để yên tĩnh hơn cho chũm chọe và da trống tương ứng.
Trong những năm 1920, các tay trống tự do được thuê để chơi tại các chương trình, buổi hòa nhạc, nhà hát, câu lạc bộ và các vũ công và nhạc sĩ thuộc nhiều thể loại khác nhau. Một số tay trống trong những năm 1920 đã làm việc như những nghệ sĩ thực thụ. Trong các phim câm, một dàn nhạc được thuê để đi cùng với bộ phim và tay trống chịu trách nhiệm cung cấp tất cả các hiệu ứng âm thanh. Những người chơi trống đã chơi nhạc cụ để bắt chước những phát súng, máy bay bay trên cao, một đoàn tàu đi vào ga và những con ngựa phi nước đại,v.v.
Bản nhạc từ những năm 1920 có bằng chứng cho thấy các bộ trống của tay trống đã bắt đầu phát triển về kích thước và âm thanh để hỗ trợ các hành vi khác nhau được đề cập ở trên. Tuy nhiên, đến năm 1930, "talkies" (phim có âm thanh) đã phổ biến hơn và đã đi kèm với các bản nhạc được thu trước. Bước đột phá công nghệ này đã khiến hàng ngàn tay trống đảm nhận vai trò chuyên gia hiệu ứng âm thanh bị mất việc. Một cuộc khủng hoảng tương tự đã được nhận thấy bởi những tay trống vào những năm 1980, khi trống điện tử lần đầu tiên được phát hành.

## Cách chơi

### Cảm giác
Bộ trống, cho dù chơi đệm giọng, các nhạc cụ khác hay solo, đều bao gồm hai yếu tố:
- Một cảm giác (hay "groove") đặt cảm giác thời gian cơ bản và cung cấp khung nhịp điệu cho bài hát (ví dụ bao gồm nhịp ngược hoặc xáo trộn).[14]
- Fill trống và một số vật trang trí cùng các biến thể khác cung cấp sự đa dạng và sự quan tâm đến âm thanh trống. Fill có thể bao gồm một sting ở cuối phần âm hoặc hoạt động như một màn trình diễn trống.

### Fill
Một fill là một sự khởi đầu từ mô hình nhịp điệu lặp đi lặp lại trong một bài hát. Một fill trống được sử dụng để "lấp" khoảng trống giữa phần cuối của một câu và bắt đầu một câu khác hay một điệp khúc. Fill thay đổi từ một vài nét đơn giản trên trống tom hoặc trống bẫy đến nhịp điệu đặc biệt được chơi trên hi-hat, cho đến chuỗi dài vài thanh là những bản solo trống ngắn điêu luyện. Cũng như bổ sung sự phong phú và biến thể cho âm nhạc, fill đảm nhận một chức năng quan trọng trong việc chuẩn bị và chỉ ra những thay đổi đáng kể của các phần trong bài hát và các phần liên kết. Một dấu hiệu giọng (vocal cue) là fill trống ngắn giới thiệu một mục giọng. Đoạn kết của một fill với một chũm chọe trung trên nhịp một thường được sử dụng để dẫn vào một điệp khúc hoặc câu hát.

### Độc tấu
Một buổi độc tấu trống là một màn chơi làm nổi bật sự điêu luyện, kỹ năng và sáng tạo âm nhạc của tay trống. Trong khi các bản độc tấu khác như solo guitar thường đi kèm với các nhạc cụ tiết tấu khác (ví dụ: Guitar bass và guitar điện), đối với hầu hết các bản đọc tấu của trống, tất cả các thành viên trong ban nhạc đều ngừng chơi để tất cả sự tập trung của khán giả sẽ tập trung vào tay trống. Trong một số bài độc tấu trống, các nhạc công phần tiết tấu khác có thể chơi "điểm nhấn" tại một số điểm nhất định, các hợp âm lớn, đột ngột trong một thời gian ngắn. Độc tấu phổ biến trong nhạc jazz, nhưng chúng cũng được sử dụng trong một số thể loại nhạc rock, như heavy metal và progressive rock. Trong các buổi độc tấu trống, người chơi trống có một mức độ tự do sáng tạo cho phép họ sử dụng các nhịp điệu phức tạp mà nếu không thì không phù hợp với một bản hòa tấu. Trong các buổi hòa nhạc trực tiếp, người chơi trống có thể được tặng những bản trống mở rộng, ngay cả trong những thể loại mà những bản độc tấu trống rất hiếm trên đĩa đơn.

### Cầm dùi

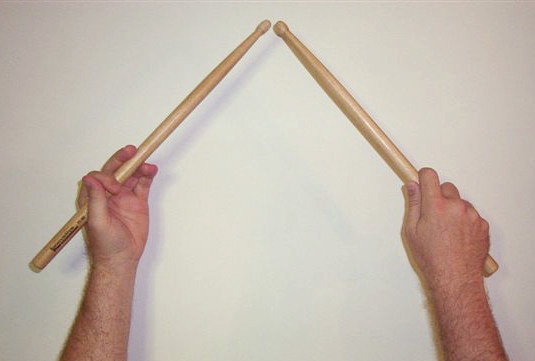
Một cặp dùi trống được cầm theo kiểu truyền thống.

Khóa giữa hoặc bộ gõ, hai phiên bản

Hầu hết các tay trống cầm dùi trống ở một trong hai phương pháp:
- Kiểu cầm truyền thống, ban đầu được phát triển để chơi trống bẫy quân đội, phổ biến nhất là cầm quá tay phải và dưới tay trái. Nó bắt nguồn từ việc phải bỏ đi vòng đệm (vành) của trống diễu hành góc.[19]
- Kiểu cầm phù hợp, trong đó dùi trống được giữ theo kiểu tương tự (nhưng ngược lại).[20]

Trong hai phương pháp này, vẫn có sự khác biệt đáng kể và thậm chí là những bất đồng về chính xác cách thức cầm dùi trong một kiểu cầm cụ thể. Ví dụ, Jim Chapin, một tay trống có ảnh hưởng của phương pháp Moeller, khẳng định rằng kỹ thuật này không dựa vào sự bật lại của dùi, trong khi Dave Weckl khẳng định rằng nó dựa vào sự bật lại.

## Các thành phần

### Thuật ngữ

#### Breakables, phần vỏ, phần mở rộng và phần cứng
Bộ trống có thể được chia thành bốn phần:
- Breakables: Gồm dùi trống, các loại chũm chọe, trống bẫy, ghế ngồi (hay "ngai vàng") và đôi khi là bàn đạp trống trầm.
- Phần vỏ: Gồm trống trầm và trống đúp da.
- Phần mở rộng: Gồm chuông bò, trống lục lạc, chuông và bất kỳ nhạc cụ nào khác không phải là một phần của dàn trống tiêu chuẩn.
- Phần cứng: Gồm giá treo chũm chọe, giá treo trống và bàn đạp.

Có một số lý do cho sự phân chia này. Khi có nhiều hơn một ban nhạc chơi trong một màn trình diễn, dàn trống thường được coi là một phần của tuyến sau (thiết bị tiết tấu chính ở trên sân khấu, thường bao gồm amply trầm và dương cầm) và được chia sẻ giữa hoặc trong số các tay trống. Thông thường, hành động "quảng cáo" chính sẽ cung cấp trống, vì chúng được trả nhiều hơn, có thể có thiết bị tốt hơn và trong mọi trường hợp có đặc quyền sử dụng riêng. Dùi trống, trống bẫy và chũm chọe, và đôi khi các thành phần khác, thường được tráo đổi, mỗi tay trống mang theo mình. Thuật ngữ breakables trong bối cảnh này đề cập đến bất kỳ thành phần cơ bản nào mà tay trống "khách" dự kiến sẽ mang lại. Những cân nhắc tương tự được áp dụng nếu sử dụng "dàn trống gia đình" (một dàn trống thuộc sở hữu bởi một địa điểm, rất hiếm), ngay cả khi chỉ có một ban nhạc tại buổi biểu diễn.
Trống bẫy và chũm chọe là cốt lõi của các breakables, vì chúng là các thành phần đặc biệt quan trọng và riêng biệt của dàn trống tiêu chuẩn.
- Giai điệu của họ thay đổi rất nhiều, từ tay trống này sang tay trống khác, phản ánh phong cách cá nhân của họ và phong cách âm nhạc họ chơi. Như vậy, ngay cả những người chơi trống từ cùng một thể loại âm nhạc cũng có thể ưa chuộng một nhãn hiệu hoặc kích cỡ trống bẫy khác nhau.
- Trống bẫy thường không khớp với dàn, ví dụ như nó có vỏ kim loại hoặc gỗ trơn trong dàn, trong khi các trống khác đều tuơng tự nhau.
- Những tay trống có xu hướng dành nhiều thời gian để chơi trống bẫy và chũm chọe, hơn là những loại trống khác.
- Chũm chọe mỏng hoặc chuông kim loại dễ dàng bị hư hỏng do kỹ thuật chơi kém.
- Nhiều tay trống sử dụng đầu trống bẫy mỏng hơn so với các loại trống khác.
- Thông thường, một tay trống sẽ giữ lại trống bẫy và các chũm chọe của họ khi nâng cấp dàn, hoặc nâng cấp chũm chọe & trống bẫy trong khi giữ lại các trống khác.

Những điều tương tự cũng được áp dụng cho bàn đạp trống trầm, nhưng không phải lúc nào cũng được coi là breakables, đặc biệt nếu thời gian di rời từ ban nhạc này tới ban nhạc kia là rất hạn chế. Trao đổi trống bẫy trong dàn có thể được thực hiện rất nhanh chóng. Việc thay thế chũm chọe trên giá đỡ mất nhiều thời gian hơn, nhất là khi đa số chũm chọe dễ hỏng do lắp sai, vì vậy nhiều tay trống thích tự mang giá đỡ chũm chọe.

### Trống

#### Trống trầm

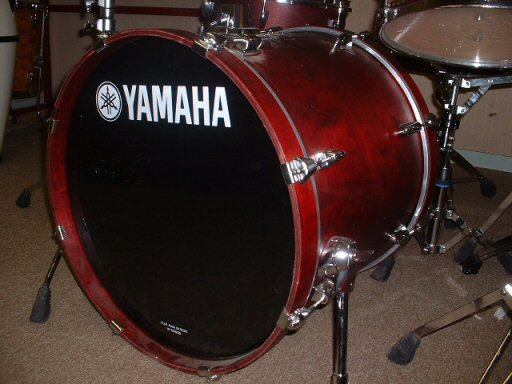
Một chiếc trống trầm trong dàn

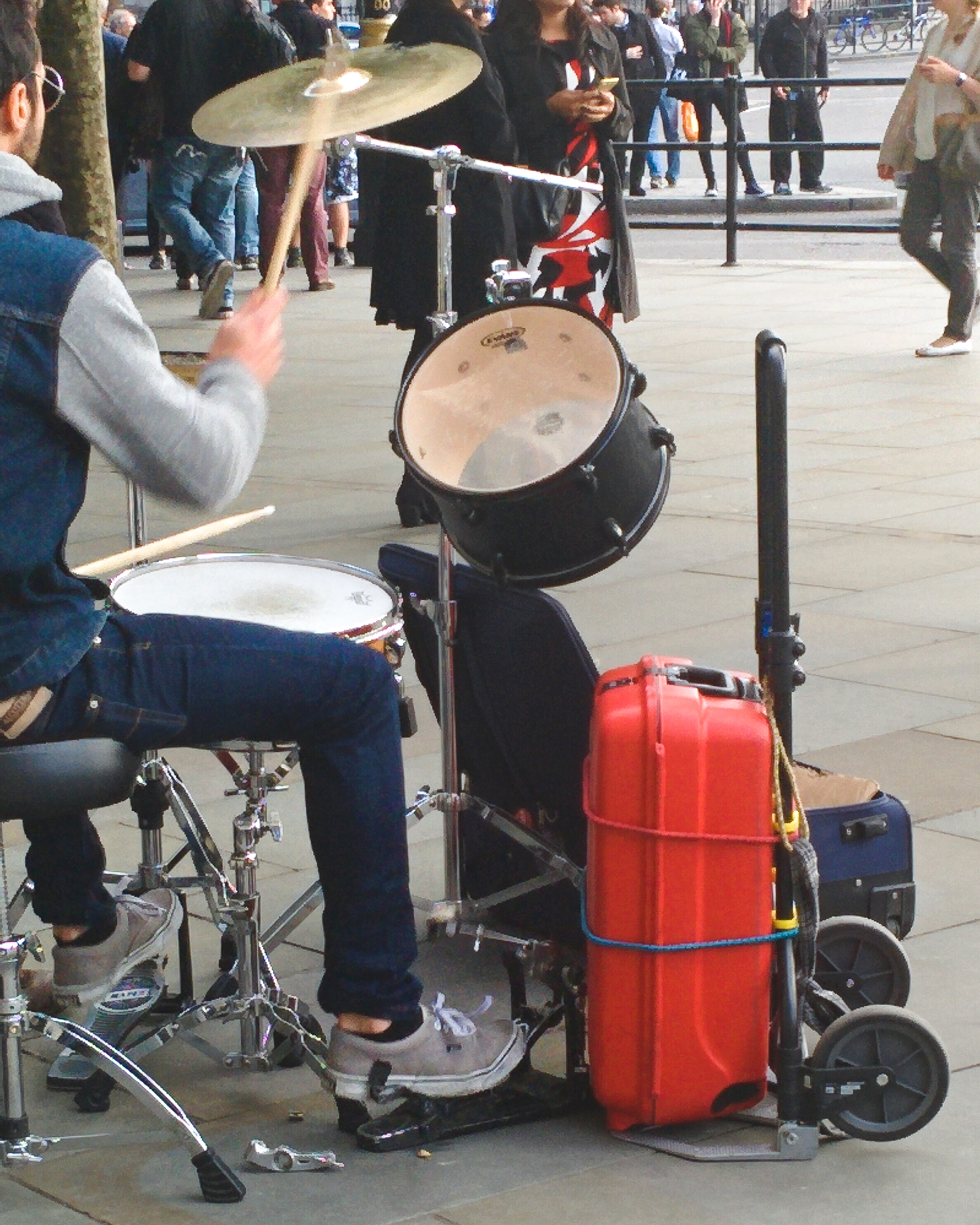
Một kiểu trống trầm ở Quảng trường Trafalgar, London.

Trống trầm (hay "trống đá") cung cấp một nền âm liên tục và thay đổi theo nhịp điệu. Trống trầm là loại trống có cao độ trầm nhất, cung cấp nhịp cơ bản hoặc yếu tố thời gian với các mẫu xung cơ bản. Một số tay trống có thể sử dụng hai hay nhiều trống trầm, cũng có thể sử dụng một bàn đạp đôi với một trống trầm. Trống trầm đôi là kỹ thuật quan trọng trong thể loại nhạc heavy metal. Sử dụng bàn đạp trống trầm đôi cho phép tay trống chơi trống trầm đơn như trống trầm đôi, tiết kiệm không gian trong khu vực thu âm và giảm thời gian/công sức trong quá trình lắp đặt & vận chuyển.

#### Trống bẫy

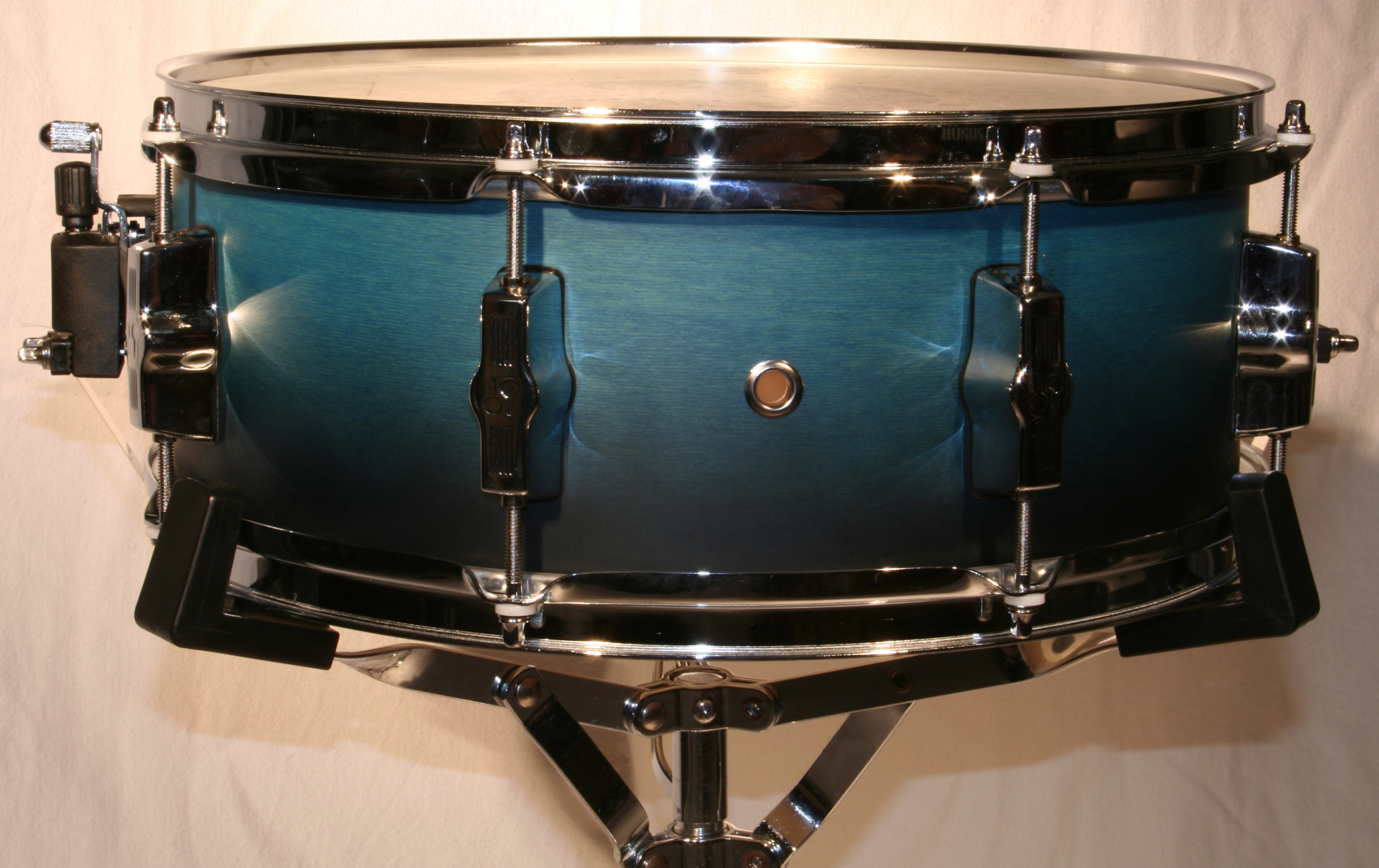
Trống bẫy trên giá đỡ nhẹ hiện đại

Trống bẫy là "trái tim" của dàn trống, đặc biệt là trong nhạc rock, do tiện ích của nó mang lại nhịp nặng. Khi được áp dụng theo phong cách này, nó cung cấp các tiết tấu mạnh mẽ, được chơi bằng tay trái (nếu thuận tay phải) và cả xương sống cho nhiều fill. Âm thanh đặc biệt của nó có thể được quy thành giường của dây bẫy cứng giữ dưới sức căng cho tới mặt dưới của đầu trống dưới. Khi các dây cứng được "gắn kết" (giữ dưới sức căng), chúng sẽ rung lên với lớp da trống (đầu bẫy) phía trên, tạo ra âm thanh ù ù, nảy âm, cùng với âm thanh của dùi đập vào đầu đập.

#### Trống đúp da

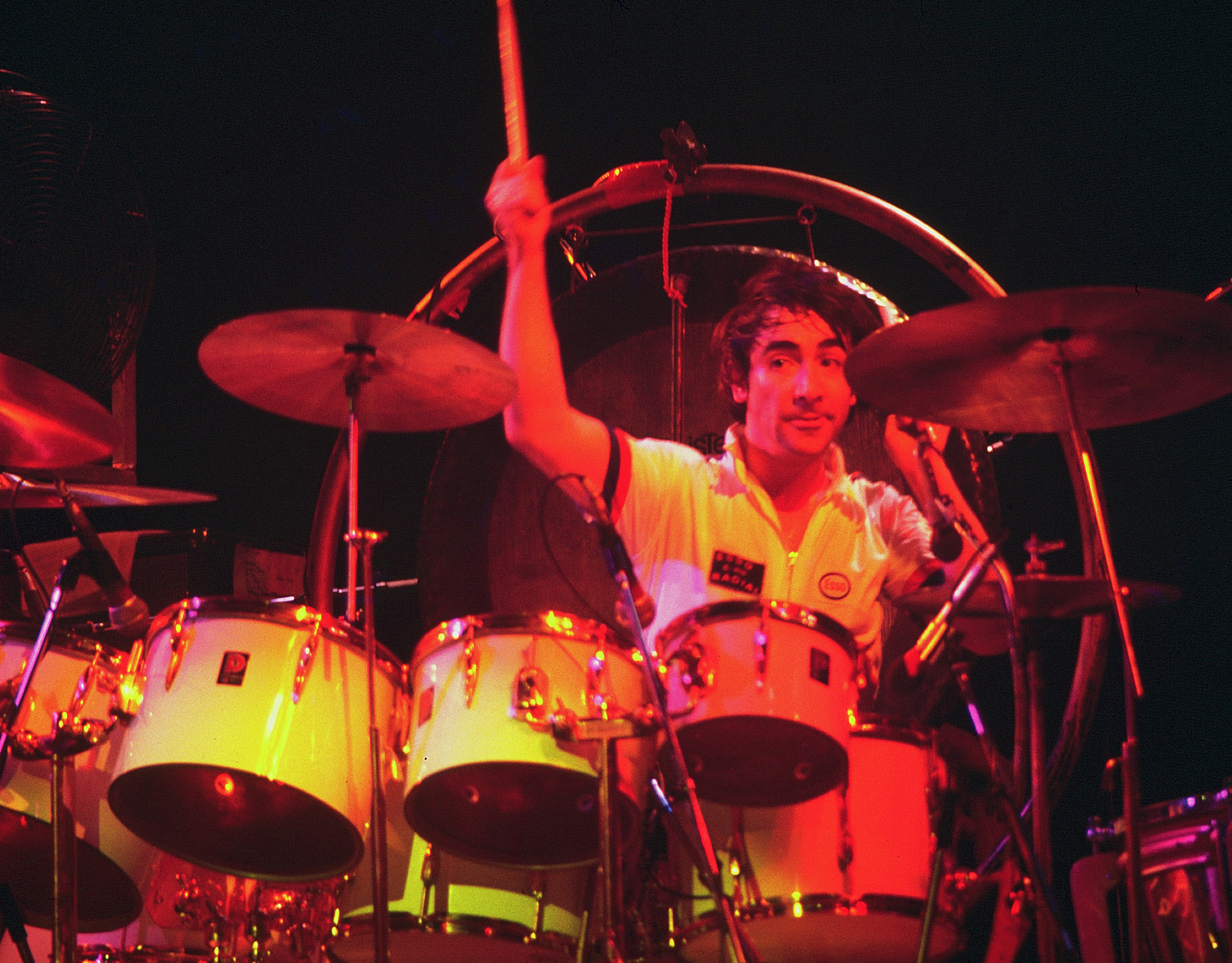
Keith Moon của ban nhạc The Who với sự pha trộn giữa các trống đúp da hòa nhạc và trống đúp da thông thường trong dàn, 1975

Trống đúp da, hay gọi tắt là toms, là trống không có bẫy và được chơi bằng dùi (hoặc bất kỳ công cụ nào mà phong cách chơi nhạc yêu cầu), và có số lượng lớn nhất trong hầu hết các dàn trống. Nó cung cấp phần lớn của hầu hết các fill và độc tấu.
Chúng gồm:
- Hàng trống dúp da hai đầu truyền thống với độ sâu khác nhau.
- Các trống đúp da sàn (nói chung là các trống đúp da rộng nhất và lớn nhất, cũng làm cho chúng trở thành các trống đúp da trầm nhất)
- Trống đúp da hòa nhạc một đầu
- Rototoms

Các trống nhỏ nhất và lớn nhất không có bẫy, trống đúp da ống và trống chiêng, đôi khi cũng được coi là trống đúp da (toms). Việc đặt tên cho các cấu hình phổ biến (bốn phần, năm phần, v.v.) phần lớn là phản ánh số lượng trống đúp da, vì chỉ có các trống được tính theo quy ước, và tất cả các cấu hình này đều chứa một trống bẫy và một hoặc nhiều trống trầm, (mặc dù không thường xuyên sử dụng 2 trống trầm tiêu chuẩn hóa) sự cân bằng thường ở các trống đúp da. 

#### Những trống khác
Trống đúp da ống là các trống đúp da nhỏ được thiết kế để sử dụng trong một dàn trống, mở rộng phạm vi trống đúp da trong cao độ, chủ yếu bằng độ sâu của chúng; cũng như đường kính (thường là 6 inch). Trống đúp da ống thương hiệu Pearl được gọi là "trống đúp da tên lửa"; các nhạc cụ còn được gọi là toms ống. 

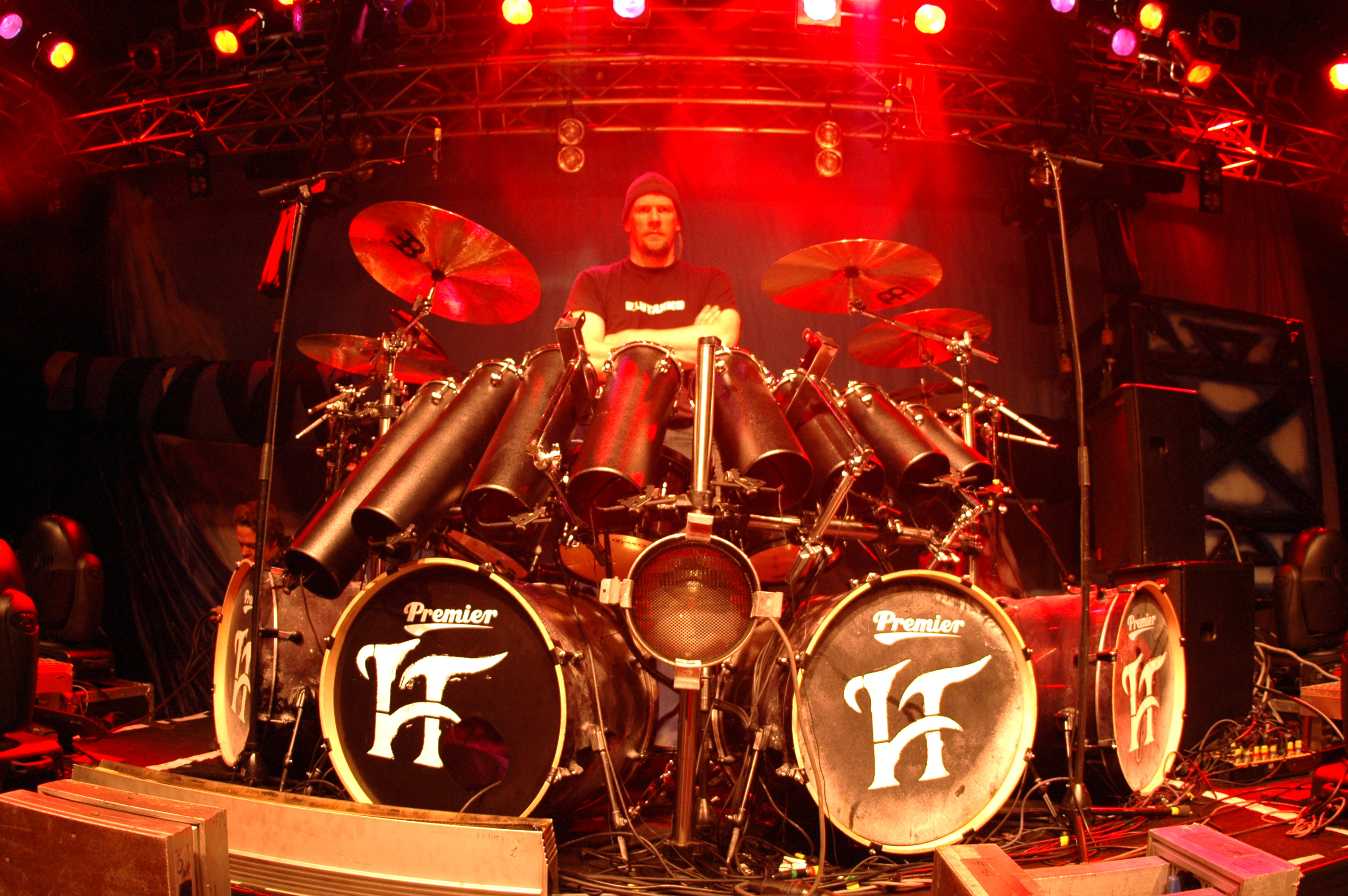
Anders Johansson với một loạt trống đúp da ống

Trống định âm được chỉnh âm cao hơn nhiều so với các trống đúp da có cùng đường kính, và thường được chơi bằng những loại dùi nhẹ, mỏng, không thon. Chúng có đầu tương đối mỏng và tông màu rất khác so với trống đúp da, nhưng được một số tay trống sử dụng để mở rộng phạm vi trống đúp da lên trên. Ngoài ra, chúng có thể được trang bị đầu trống đúp da và chỉnh âm như các trống đúp da hòa nhạc.Trống định âm tấn công và trống định âm tí hon là loại có đường kính được giảm đi để sử dụng trong dàn trống, đường kính nhỏ hơn cho phép các đầu dày hơn cung cấp cùng độ căng. Chúng có thể thấy trong các thể loại nhạc của năm 2010 và trong các hình thức truyền thống hơn của nhạc Latin, nhạc reggae và nhiều phong cách âm nhạc thế giới. Trống định âm cũng được sử dụng bởi tay trống Led Zeppelin John Bonham. Trống cồng là một phần mở rộng hiếm hoi trong dàn trống. Trống có thể gắn một đầu xuất hiện tương tự như trống trầm (kích thước đường kính khoảng 20 - 24 inch), nhưng có cùng ứng dụng với trống đúp da sàn. Tương tự, hầu hết các bộ gõ trống tay không thể tương thích với dùi trống mà không có nguy cơ làm hỏng đầu trống, vì nó không được bảo vệ bởi vành trống kim loại, như trống bẫy hay trống đúp da. Để có thể sử dụng trong dàn trống, chúng phải được gắn đầu trống kim loại và chơi bằng dùi một cách cẩn thận, hoặc chơi bằng tay.

### Chũm chọe

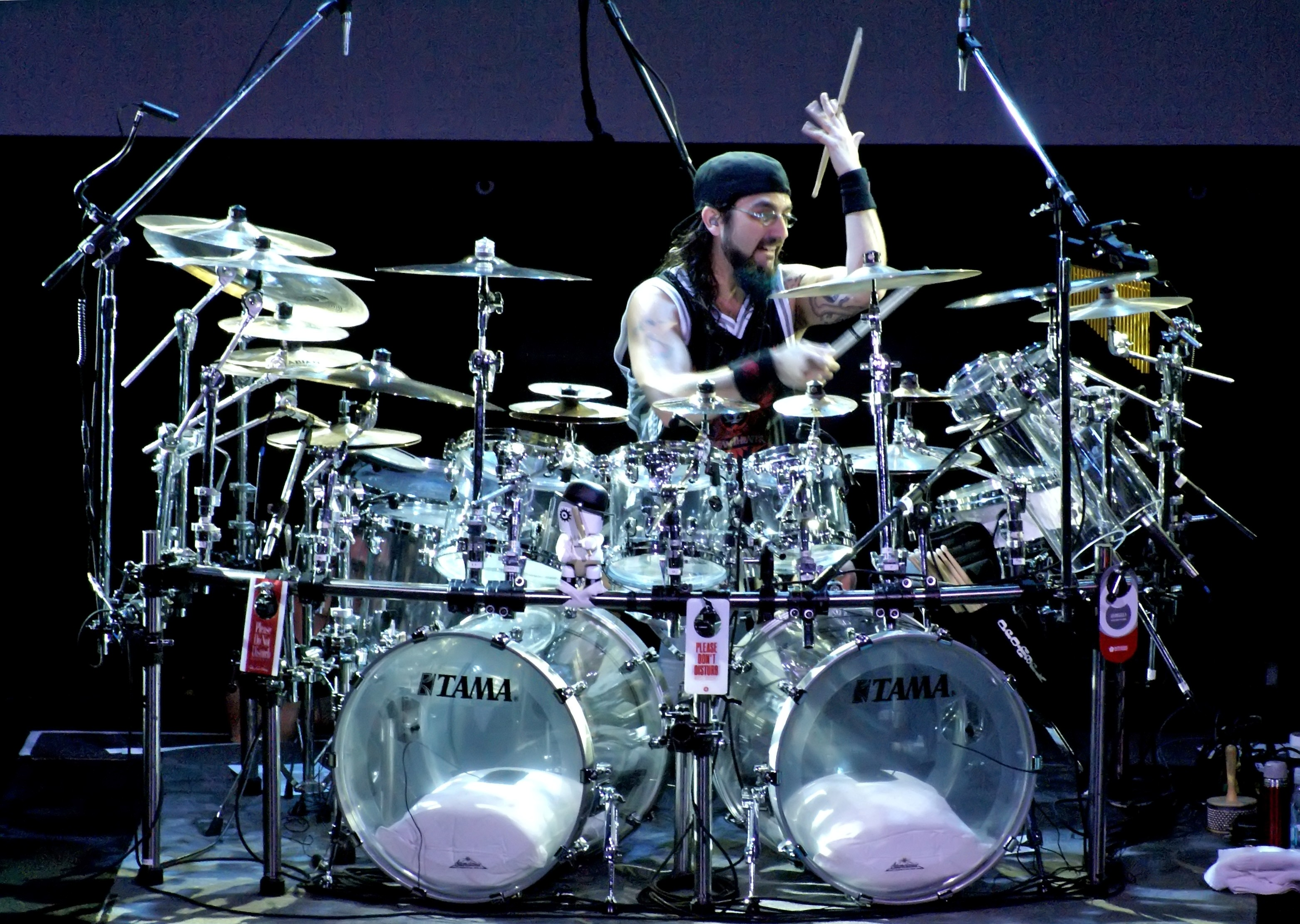
Mike Portnoy, tay trống cũ của ban nhạc Dream Theater với rất nhiều chũm chọe. Rio de Janeiro, 7 tháng 3 năm 2008

Trong hầu hết các dàn trống và bộ gõ đều quan trọng như chính dàn trống. Các thành ngữ lâu đời nhất trong âm nhạc là chũm chọe, và được sử dụng trong suốt thời Cận Đông cổ đại, rất sớm trong thời kỳ đồ đồng. Chũm chọe có mối liên hệ mật thiết nhất với ngành thủ công của Thổ Nhĩ Kỳ, trong đó Zildjian (nghĩa là "thợ rèn chũm chọe") đã tập trung sản xuất chúng từ năm 1623.
Gói chũm chọe cho người mới thường chứa bốn chũm chọe: Một chũm chọe to, một chũm chọe trung và một đôi hi-hat. Một số gói chỉ chứa ba chũm chọe, sử dụng một chũm chọe to/trung thay vì chũm chọe to riêng và chũm chọe trung riêng.
Hầu hết các tay trống mở rộng điều này bằng cách bổ sung thêm một chũm chọe trung, một chũm chọe nhỏ, một chũm chọe Hoa/nhỏ; hoặc thậm chí tất cả những loại kể trên.

#### Chũm chọe to
Chũm chọe to thường được dùng để giữ một mô hình nhịp điệu không đổi, mỗi nhịp hoặc liên tục hơn, như âm nhạc yêu cầu. Công trình phát triển kỹ thuật chũm chọe to này được ghi nhận cho Baby Dodds.
Hầu hết các tay trống đều có một chũm chọe to chính duy nhất, nằm gần tay phải của họ trong tầm với, vì nó được chơi rất thường xuyên, thường có kích cỡ 20 inch, tuy nhiên loại có đường kính 16 - 24 cũng không ít.

#### Hi-hat

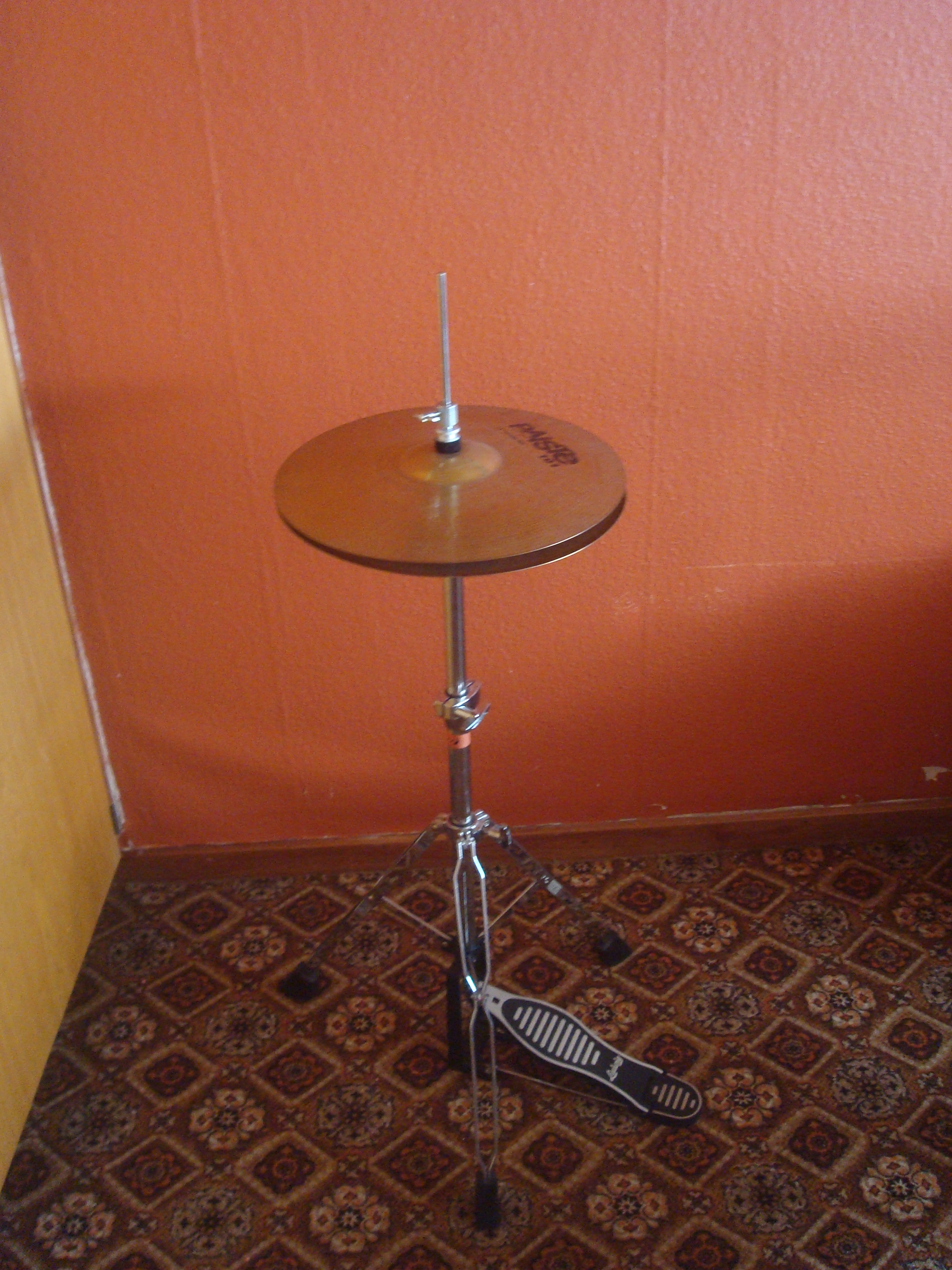
Hai chũm chọe hi-hat được gắn vào một giá đỡ, hoạt động bằng bàn đạp, cho phép tay trống mở hoặc đóng nó.

Các chũm chọe hi-hat (hay "hats") bao gồm hai chũm chọe được đặt đối diện nhau trên một cột kim loại với hai chân hỗ trợ gấp giữ, cho một trụ hỗ trợ rỗng đứng lên. Giống như trống trầm, hi-hat có bàn đạp. Chũm chọe dưới được cố định tại chỗ. Chũm chọe trên được gắn trên một cực mỏng, bằng một ly hợp được chèn vào xi lanh đứng chũm chọe rỗng. Các cực mỏng được kết nối với một bàn đạp. Khi nhấn bàn đạp xuống, một cơ chế làm cho cực mỏng di chuyển xuống, khiến chũm chọe trên di chuyển. Khi bàn chân được nhấc ra khỏi bàn đạp, chũm chọe phía trên được nhấc lên bởi cơ chế lò xo của bàn đạp. Những chiếc hi-hat phát ra âm thanh bằng cách đánh vào các chũm chọe bằng một (hoặc hai dùi) hoặc chỉ bằng cách mở & đóng các chũm chọe bằng bàn đạp. Khả năng tạo ra nhịp điệu trên những chiếc hi-hat chỉ với chân cho phép người chơi trống sử dụng cả hai dùi trên những chiếc trống hoặc chũm chọe khác. Các âm thanh khác nhau có thể được tạo ra bằng cách nhấn "hi-hat mở" (bàn đạp không bị đè xuống, tạo ra âm thanh ồn ào có biệt danh là "hi-hat cẩu thả") hoặc âm thanh "hi-hat đóng" sắc nét (với bàn đạp được đè xuống).
Một hiệu ứng độc đáo tạo ra bằng cách đánh một chiếc hi-hat mở (nghĩa là trong đó hai chũm chọe không chạm vào nhau) và sau đó đóng các chũm chọe lại bằng bàn đạp; hiệu ứng này được sử dụng rộng rãi trong vũ trường và nhạc funk. Hi-hat có chức năng tương tự như chũm chọe to. Cả hai hiếm khi được chơi liên tục trong thời gian dài cùng một lúc, nhưng cái này hay cái kia được sử dụng để giữ nhịp điệu chuyển động nhanh hơn (ví dụ, nốt thứ 16) trong phần lớn thời lượng của một bài hát. Những chiếc hi-hat được chơi bằng dùi phải của một tay trống thuận tay phải. Thay đổi giữa chũm chọe to và hi-hat, hoặc giữa một trong hai và âm thanh "nạc" hơn, thường không được sử dụng để đánh dấu sự thay đổi từ một đoạn này sang đoạn khác, ví dụ; để phân biệt giữa một câu thơ và điệp khúc.

#### Chũm chọe trung
Các chũm chọe trung thường là điểm đánh dấu mạnh nhất trong dàn, đánh dấu khúc cao trào, mục hát, thay đổi then chốt của tâm trạng và hiệu ứng. Một chũm chọe trung thường đi kèm với một cú đạp vào bàn đạp trống trầm. Nó cung cấp một âm thanh đầy đủ hơn và là một kỹ thuật được giáo dục khá phổ biến
Trong các dàn trống nhỏ, nhạc jazz với âm lượng rất lớn, có thể chơi chũm chọe với kỹ thuật và âm thanh của một chũm chọe trung. Một số hi-hat cũng sẽ tạo ra âm của chũm chọẹ trung, đặc biệt là những hi-hat mỏng. Ở mức âm lượng thấp, tạo ra một âm chũm chọe trung tốt từ một chũm chọe không đặc biệt phù hợp với nó là một nghệ thuật tay nghề cao. Ngoài ra, chũm chọe trung/to và to/trung chuyên dụng được thiết kế đặc biệt để kết hợp cả hai chức năng.

#### Chũm chọe khác

##### Chũm chọe hiệu ứng

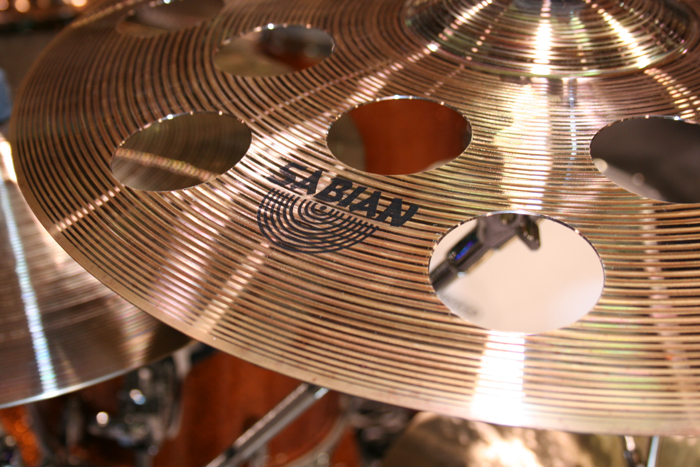
Chũm chọe trung với "lỗ thông hơi" mang thương hiệu Sabian

Tất cả các loại chũm chọe trừ chũm chọe to, hi-hat và trung/nhỏ thường được gọi là chũm chọe hiệu ứng khi dùng trong dàn trống, mặc dù đây là một cách gọi không cổ điển hoặc thông tục, nhưng nó đã trở thành tiêu chuẩn hóa. Hầu hết các dàn trống mở rộng đều sở hữu một hoặc nhiều chũm chọe nhỏ và ít nhất một chũm chọe Hoa. Các nhà sản xuất chũm chọe sản xuất các gói mở rộng chũm chọe bao gồm một chũm chọe nhỏ và một chũm chọe Hoa, hoặc hiếm hơn là một chũm chọe trung thứ hai, một chũm chọe nhỏ và một chũm chọe Hoa, để có thể phù hợp với gói khởi đầu của họ là chũm chọe to, trung và hi-hat. Tuy nhiên, bất kỳ tổ hợp lựa chọn nào kể trên cũng có thể tìm thấy trên thị trường.
Một số chũm chọe có thể được coi là hiệu ứng trong một số dàn trống nhưng "cơ bản" trong một tập hợp các thành phần khác. Chũm chọe trung Ozone có cùng mục đích với một chiếc chũm chọe trung tiêu chuẩn, nhưng lại được coi là chũm chọe hiệu ứng do độ hiếm của chúng và các lỗ khoét vào chúng, mang đến âm thanh trầm hơn, vang hơn.

##### Chũm chọe nhấn
Bất kỳ loại chũm chọe nào được dùng để cung cấp dấu nhấn đặt trên một nốt thay vì một mẫu hoặc cảm giác (groove) thông thường đều được gọi là chũm chọe nhấn. Mặc dù bất kỳ chũm chọe nào cũng có thể được sử dụng để cung cấp một dấu nhấn, thuật ngữ này được áp dụng chính xác hơn cho các chũm chọe mà mục đích chính là cung cấp một dấu nhấn. Chũm chọe nhấn gồm chũm chọe hòa âm, chũm chọe chuông nhỏ, v.v.

##### Chũm chọe âm lượng thấp
Chũm chọe âm lượng thấp là một loại chũm chọe đặc biệt được sản xuất để tạo ra âm lượng nhỏ hơn khoảng 80% so với chũm chọe thông thường. Toàn bộ bề mặt của chũm chọe được đục lỗ. Những tay trống sử dụng chũm chọe âm lượng thấp để chơi ở các địa điểm nhỏ như quán cà phê hoặc trong các không gian mà họ muốn chơi trống một cách yên tĩnh (ví dụ, một tứ tấu nhạc jazz chơi ở nhà thờ). Ngoài ra, chũm chọe âm lượng thấp được sử dụng để giảm âm lượng trống trong khi luyện tập, dành cho những tay trống đang cố gắng tránh làm phiền hàng xóm.

### Các nhạc cụ khác

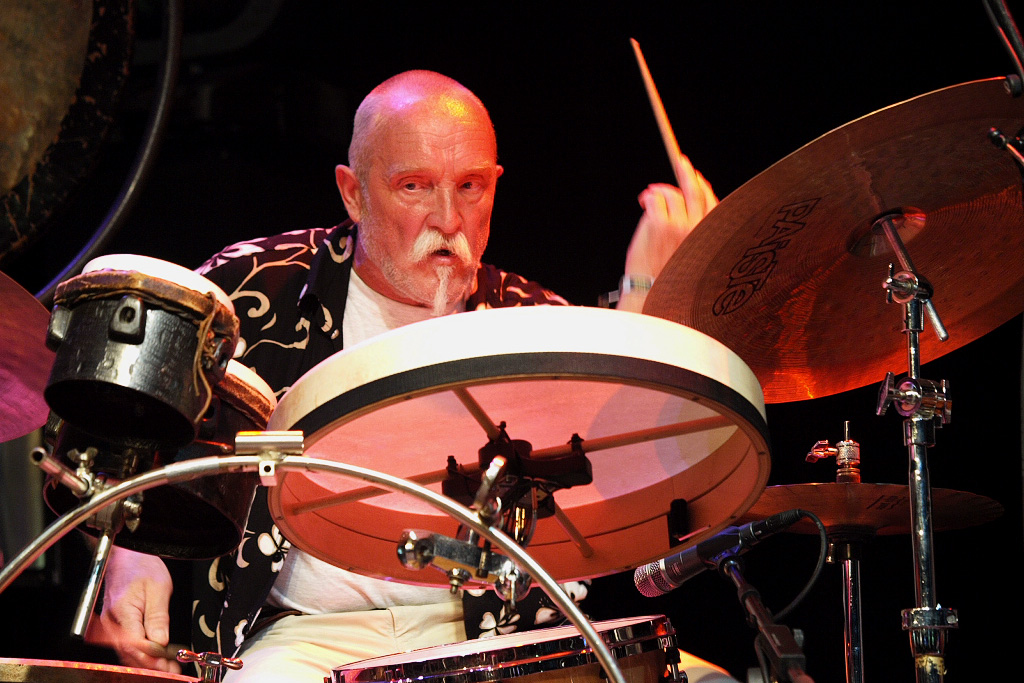
Günter Sommer với trống bodhrán và bongo trong dàn của mình

Các nhạc cụ khác thường được kết hợp vào dàn trống, gồm:
- Khối gỗ và chuông. Đây là truyền thống trong nhạc rock cổ điển. Đồng thời, chúng cũng được sử dụng trong các hình thức âm nhạc đa dạng về văn hóa
- Trống lục lạc, đặc biệt là được gắn trên giá đỡ hi-hat phía trên chũm chọe; một chiếc trống lục lạc thông thường hay một trống lục lạc được sản xuất đặc biệt cũng đều có thể được sử dụng trong dàn trống.
- Trống định âm dùng để mở rộng phạm vi của trống đúp da, nhất là khi khi tay trống dùng chúng cho các thứ nhạc khác; một trống định âm truyền thống được chỉnh âm cao hơn nhiều so với các tróng đúp da có cùng đường kính, do đó, âm thanh đầu ra không phải lúc nào cũng lý tưởng nhất.
- Mộc cầm hoặc đàn chuông
- Chuông ống
- Cồng chiêng
- Chuông thanh/chuông hòa âm
- Kẻng tam giác.
- Cờ lê, trống phanh, xô, hộp các tông, bàn cạo và hộp thiếc chứa dầu hỏa (bất cứ thứ gì thông thường mà có thể gõ vào để tạo ra âm thanh, nền nhạc và cảm giác)

Xem thêm Dàn trống mở rộng dưới đây. 

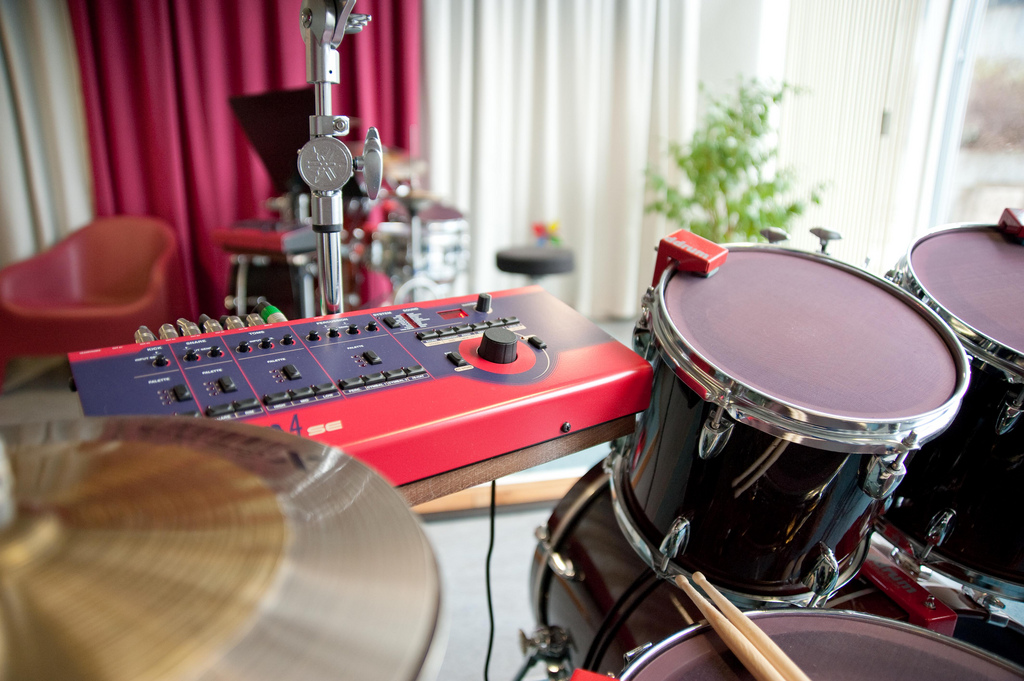
Cảm biến kích hoạt đang sử dụng, ở trong ảnh chúng có màu đỏ và được gắn trên vành của trống bẫy, trống trầm và các trống đúp da treo. Hộp lớn hơn, có cùng màu đỏ là "bộ não" mà chúng được kết nối.

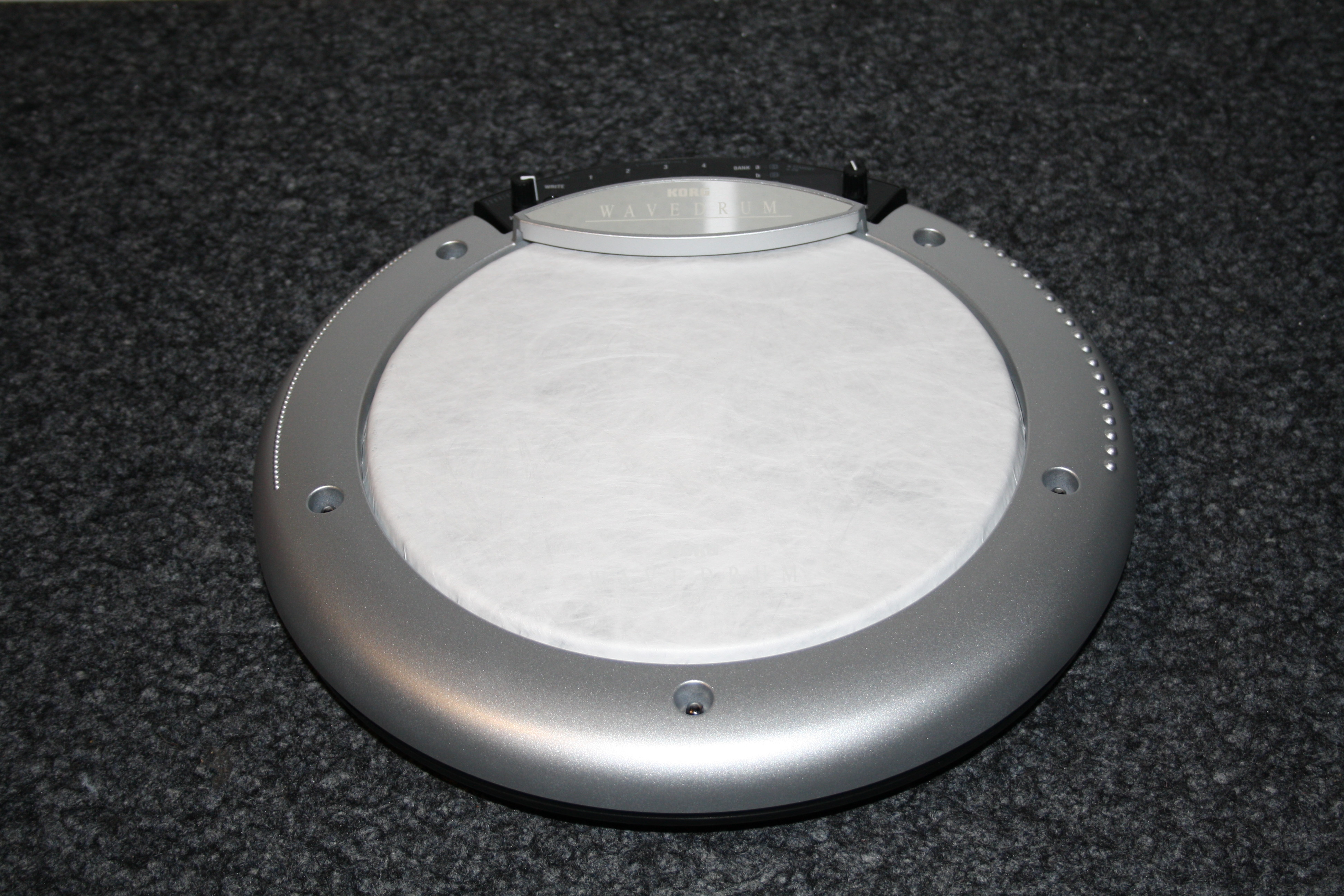
Một tấm kích hoạt thương hiệu Korg

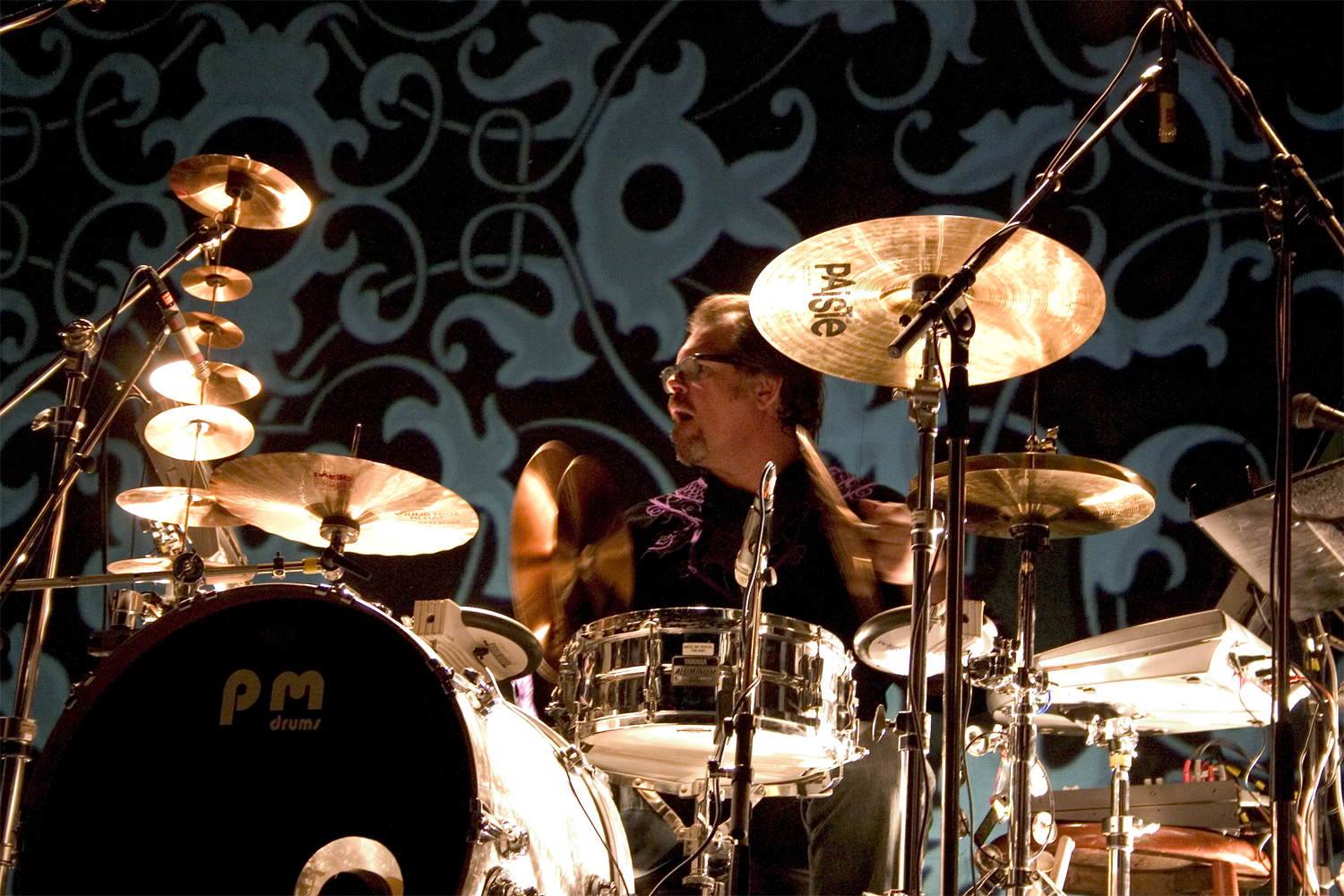
Pat Mastelotto chơi một bộ có cả trống âm thanh và điện tử, 2005

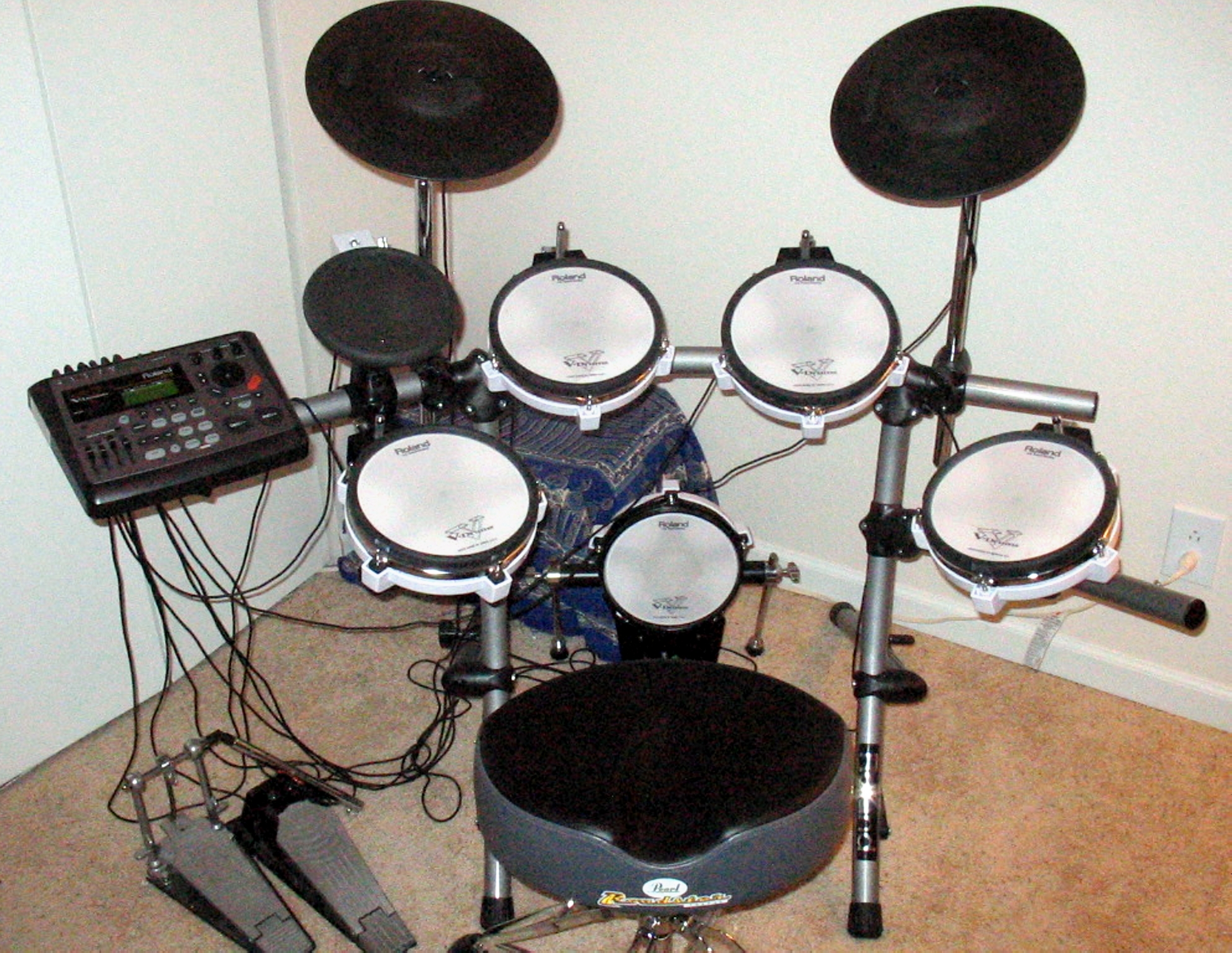
Bộ điều khiển trống, chẳng hạn như Roland V-Drums, thường được chế tạo dưới dạng một bộ trống âm hưởng. Mô-đun âm thanh của trống được gắn bên trái.

Trống điện tử được sử dụng cho nhều mục đích khác nhau. Một số tay trống sử dụng trống điện tử để chơi ở những địa điểm nhỏ như quán cà phê và nhà thờ, nơi có âm lượng rất thấp cho ban nhạc. Vì trống điện tử hoàn toàn không tạo ra bất kỳ âm thanh nào (ngoài âm thanh tĩnh của dùi đánh vào các tấm cảm biến), tất cả các âm thanh trống đều đến từ bộ khuếch đại bàn phím hoặc hệ thống PA; như vậy, âm lượng của trống điện tử có thể thấp hơn nhiều so với một dàn âm hưởng. Một số tay trống sử dụng trống điện tử làm công cụ luyện tập, bởi vì chúng có thể nghe bằng tai nghe, cho phép một tay trống tập luyện tại căn hộ hoặc giữa đêm khuya mà không làm phiền người khác. Một số tay trống sử dụng trống điện tử để tận dụng dải âm thanh khổng lồ mà các mô-đun trống hiện đại có thể tạo ra, bao gồm các âm thanh được lấy mẫu từ trống thật, chũm chọe và nhạc cụ gõ (cả các nhạc cụ không thể chơi được trong buổi biểu diễn nhỏ, như cồng chiêng hoặc chuông ống), đến âm thanh điện tử và âm tổng hợp (synthesize), bao gồm cả âm thanh không đến từ nhạc cụ như sóng biển.
Một dàn trống điện tử hoàn toàn cũng dễ kiểm tra âm thanh hơn trống âm hưởng vì mô-đun trống điện tử có các cấp độ mà tay trống đã đặt sẵn trong phòng tập của mình; Ngược lại, khi một dàn trống âm hưởng được kiểm tra âm thanh, hầu hết các trống và chũm chọe cần phải được thu vào mic và từng mic phải được kiểm tra bởi tay trống, giai điệu và cân bằng tiếng của nó được điều chỉnh bởi kỹ sư âm thanh. Đồng thời, ngay cả sau khi tất cả các mic trống và mic chũm chọe riêng lẻ được kiểm tra âm thanh, kỹ sư cần lắng nghe tay trống chơi một cảm giác (groove) tiêu chuẩn, để kiểm tra xem sự cân bằng giữa các nhạc cụ đã phù hợp chưa. Cuối cùng, kỹ sư cần thiết lập một hỗn hợp màn hình cho tay trống để nghe nhạc cụ của anh ta, các nhạc cụ khác và giọng hát của phần còn lại của ban nhạc. Với một dàn trống điện tử, nhiều bước trong số này có thể được giản lược đi.
Việc sử dụng thiết bị trống điện tử của tay trống có thể từ việc bổ sung một miếng đệm điện tử vào một dàn trống âm hưởng (ví dụ, để có thể sử dụng âm thanh của một nhạc cụ không có sẵn, chẳng hạn như một cái chiêng lớn), cho đến việc sử dụng cả hỗn hợp trống/chũm chọe âm hưởng lẫn các miếng đệm điện tử, để có được một dàn trống âm hưởng trong đó trống và chũm chọe có bộ kích hoạt, có thể dùng để phát ra tiếng trống điện tử và các loại âm thanh khác, để có một dàn trống điện tử độc quyền, được thiết lập với các miếng đệm cao su (hoặc miếng lưới) và "chũm chọe" cao su ở các vị trí tương ứng trong dàn trống thông thường. Một dàn trống điện tử gọn nhẹ hơn nhiều so với một dàn trống âm hưởng và việc lắp đặt cũng dễ dàng hơn. Một trong những nhược điểm của dàn trống điện tử là nó không có "cảm giác" giống như một dàn trống âm hưởng và tiếng trống (ngay cả khi chúng là các mẫu chất lượng cao) có thể không có được âm thanh như trống âm hưởng.
Đệm trống điện tử là bộ điều khiển hiệu suất MIDI được sử dụng rộng rãi thứ hai chỉ sau bàn phím điện tử. :319–320 Bộ điều khiển trống có thể được tích hợp sẵn trong máy trống, chúng có thể là bề mặt điều khiển độc lập (ví dụ như miếng đệm trống cao su) hoặc chúng có thể mô phỏng giao diện của các bộ gõ âm hưởng. Các miếng đệm được tích hợp trong máy trống thường quá nhỏ và dễ vỡ để chơi bằng dùi, nên chúng thường được chơi bằng tay. :88 Các miếng đệm trống chuyên dụng như Roland Octapad hoặc DrumKAT chơi được bằng tay hoặc bằng dùi, thường được thiết kế giống với hình thức của dàn trống. Ngoài ra còn có bộ điều khiển bộ gõ như đàn tăng rung kiểu MalletKAT, :88–91 và Don Buchla 's Marimba Lumina.
Ngoài việc cung cấp một giải pháp thay thế cho dàn trống âm hưởng (acoustic) thông thường, trống điện tử cũng có thể được kết hợp vào một dàn trống âm hưởng để bổ sung cho nó. Bộ kích hoạt MIDI cũng có thể được cài đặt vào trống âm hưởng và bộ gõ. Các miếng đệm có khả năng kích hoạt thiết bị MIDI có thể được tự chế từ cảm biến áp điện và miếng đệm thực hành (hoặc miếng cao su xốp) khác.
Điều này có thể thực hiện theo hai phương pháp sau:
- Kích hoạt (trigger) là các cảm biến được gắn vào các thành phần của dàn trống âm hưởng. Theo cách này, tiếng trống điện tử sẽ được tạo ra khi nhạc cụ được phát hoặc đánh, cũng như âm thanh gốc được phát ra bởi nhạc cụ có sẵn, nếu muốn.
- Miếng kích hoạt (trigger pad) được gắn cùng với các thành phần khác trong dàn. Những miếng đệm này không tạo ra âm thanh đáng kể (nếu không được sửa đổi), nhưng được sử dụng để kích hoạt âm thanh điện tử từ "bộ não của trống". Chúng được chơi với cùng dùi trống như dùng trên các thành phần khác của dàn.

Trong cả hai trường hợp, một bộ điều khiển điện tử (mô-đun âm thanh, hay "não") với âm thanh trống được lấy mẫu hay mô hình hoặc tổng hợp (synthesize) phù hợp, thiết bị khuếch đại (hệ thống PA, bàn phím, v.v.) và loa theo dõi sân khấu cần thiết cho tay trống (và thành viên ban nhạc cùng khán giả khác) để nghe những âm thanh được tạo ra bằng điện tử (xem bộ trống kích hoạt).
Một miếng đệm kích hoạt chứa tối đa là 4 cảm biến độc lập, mỗi cảm biến có khả năng gửi thông tin mô tả thời gian và cường độ của một cú đánh vào mô-đun trống (não). Một miếng đệm hình tròn có thể chỉ có duy nhất một cảm biến để kích hoạt, nhưng một miếng đệm hay chũm chọe cao su có hình chũm chọe trong năm 2016 thường sẽ chứa hai cảm biến; một cho phần thân và một cho chuông ở trung tâm chũm chọe, và là một bộ kích hoạt chũm chọe (cymbal choke) nhằm cho phép tay trống tạo ra hiệu ứng này.
Cảm biến kích hoạt chủ yếu được dùng để thay thế cho tiếng trống âm hưởng, nhưng chúng cũng có thể được sử dụng một cách hiệu quả với dàn trống âm hưởng để bổ sung âm thanh của nhạc cụ cho nhu cầu của chương trình. Ví dụ, trong một buổi biểu diễn trực tiếp trong một không gian khó khăn cho âm thanh, một bộ kích hoạt có thể đặt trên mỗi trống hoặc chũm chọe và được dùng để kích hoạt âm thanh tương tự trên mô-đun trống. Những âm thanh này sau đó sẽ được khuếch đại qua hệ thống PA để khán giả có thể nghe thấy chúng, chúng có thể được khuếch đại đến bất kỳ mức nào.
Bản thân tiếng trống và chũm chọe điện tử được nghe bởi tay trống, có thể là các nhạc sĩ khác ở gần, nhưng ngay cả như vậy, hệ thống gập lại (màn hình âm thanh) thường được cung cấp từ âm thanh điện tử thay vì âm thanh âm hưởng sống động. Các trống có thể được làm ẩm mạnh (được tạo ra để cộng hưởng ít hơn hoặc giảm âm thanh), và điều chỉnh, thậm chí chất lượng của chúng ít quan trọng hơn trong kịch bản sau. Theo cách này, đa số không khí của buổi biểu diễn trực tiếp được giữ lại ở một địa điểm lớn, nhưng không có một số vấn đề liên quan đến trống hoàn toàn được khuếch đại bằng micro. Kích hoạt và cảm biến cũng có thể được sử dụng tích hợp với micro thông thường. Nếu một số thành phần của dàn trống tỏ ra khó "bắt chước" hơn các dàn khác (ví dụ: trống đúp da thấp phát ra tiếng "bùng nổ" quá mức), các bộ kích hoạt chỉ có thể được sử dụng cho các nhạc cụ khó hơn, cân bằng âm thanh của tay trống trong ban nhạc.
Mặt khác, các miếng đệm kích hoạt và các trống khi được triển khai trong thiết lập trống thông thường, chủ yếu sử dụng để tạo ra tiếng mà một dàn trống âm hưởng không có. Bất kỳ âm thanh nào có thể được lấy mẫu hay ghi âm đều có thể phát khi đánh vào đệm, bằng cách gán âm thanh đã ghi cho các kích hoạt cụ thể. Các bản ghi âm hay mẫu chó sủa, còi báo động, kính vỡ và bản ghi âm thanh nổi của máy bay đang cất hạ cánh đều đã được sử dụng. Cùng với âm thanh tạo ra bằng điện tử một cách rõ ràng hơn, có tiếng nói của con người hoặc các phần bài hát, thậm chí âm thanh phim hoặc video hay hình ảnh kỹ thuật số (tùy thuộc vào thiết bị được sử dụng) cũng có thể được phát và kích hoạt bởi trống điện tử.

#### Trống ảo
Trống ảo là một loại phần mềm âm thanh mô phỏng âm thanh của bộ trống sử dụng âm thanh bộ trống tổng hợp hoặc mẫu kỹ thuật số của tiếng trống âm hưởng. Các sản phẩm phần mềm trống khác nhau cung cấp chức năng ghi âm, khả năng lựa chọn từ một số bộ trống âm hưởng đặc biệt (ví dụ như jazz, rock, metal), cũng như chức năng kết hợp các bài hát khác nhau vào phiên. Một số phần mềm cho máy tính cá nhân cũng có thể biến bất kỳ bề mặt cứng nào thành bộ trống ảo chỉ với duy nhất một micrô. 

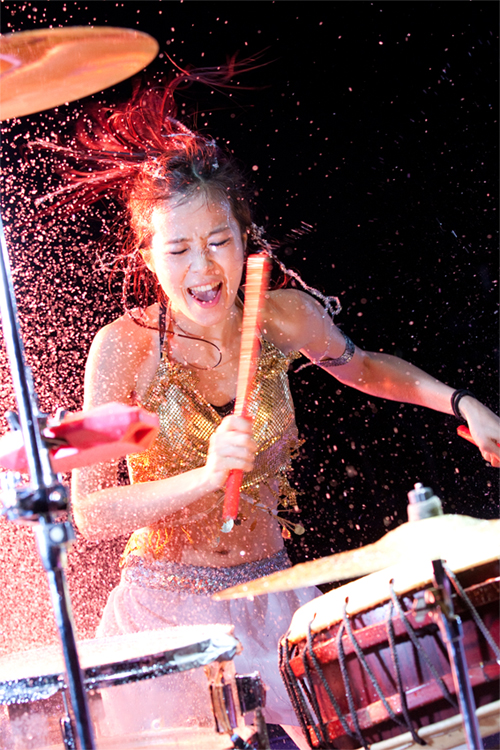
Một tay trống chơi cho một đoàn nhạc Arirang Hàn Quốc

Phần cứng là tên gọi các giá đỡ kim loại hỗ trợ cho trống, chũm chọe và các nhạc cụ gõ khác. Nói chung, thuật ngữ này cũng gồm cả bàn đạp hi-hat và bàn đạp trống trầm, và ghế trống.
Phần cứng được mang theo cùng với gậy và các phụ kiện khác trong hộp bẫy và bao gồm:
- Chân chũm chọe
- Chân hi-hat
- Chân trống đúp da sàn
- Giá trống đúp da
- Chân trống bẫy
- Bàn đạp trống trầm
- Khóa trống
- Các phụ kiện khác như vòng đệm dự phòng, dây trống bẫy, vòng đệm cho thanh căng, v.v.

Nhiều giá đỡ có thể được thay thế bằng giá trống, hữu ích với các bộ trống lớn.
Những tay trống thường lắp đặt phần cứng trống riêng trên sân khấu và điều chỉnh sao cho họ cảm thấy thoải mái khi chơi. Các ban nhạc trong chuyến lưu diễn thường sẽ có một kỹ sư trống, người biết cách thiết lập phần cứng và nhạc cụ của tay trống ở vị trí và bố cục mà tay trống mong muốn.

## Cấu hình trống phổ biến

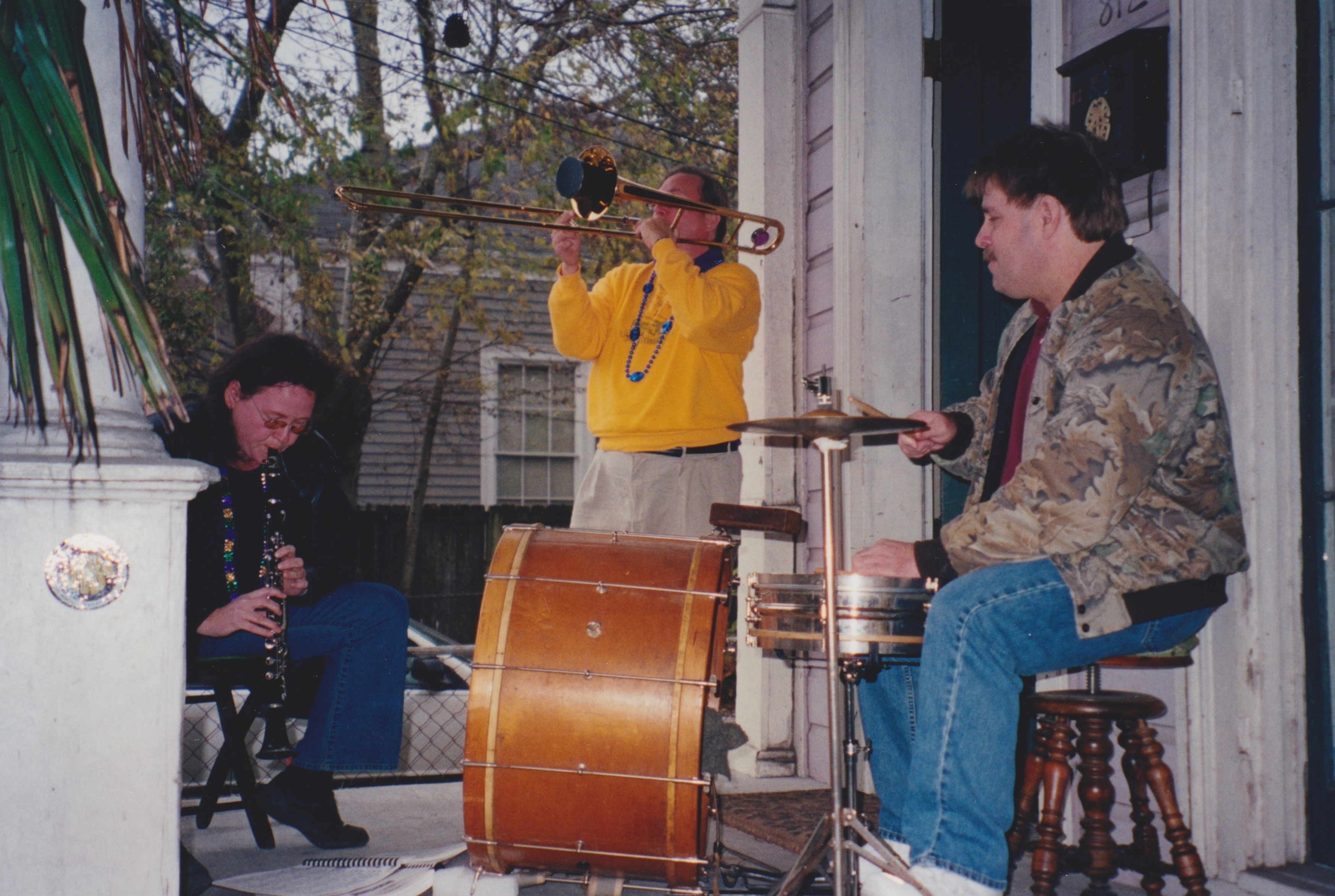
Một dàn trống hai phần đang được chơi

Dàn trống được phân loại theo số lượng trống, trừ các loại chũm chọe và các nhạc cụ khác. Trống bẫy, trống đúp da và trống trầm luôn được tính; trừ các loại trống khác như trống đúp da ống.
Theo truyền thống, ở Mỹ và Anh, kích thước trống được biểu thị bằng độ sâu x đường kính, inch, nhưng nhiều nhà sản xuất trống đã bắt đầu thể hiện kích thước của chúng theo đường kính x sâu ; với inch. Ví dụ, một chiếc trống đúp da treo có đường kính 12 inch, sâu 8 inch sẽ được Tama mô tả là 8 inch × 12 inch, nhưng Pearl sẽ mô tả nó là 12 inch × 8 inch, và một chiếc trống Ludwig có đường kính tiêu chuẩn sâu 5 inch là 5-inch × 14 inch, trong khi nhà sản xuất hàng đầu của Anh cung cấp các kích thước tương tự như: trống bẫy 14 inch × 5 inch. Các kích thước của trống và chũm chọe đưa ra dưới đây sẽ là một ví dụ điển hình. Sẽ có sự khác nhau giữa các tay trống. Nếu có trường hợp không có kích thước được đưa ra thì đó là vì có quá nhiều sự đa dạng để xác định kích thước điển hình.

### Ba phần

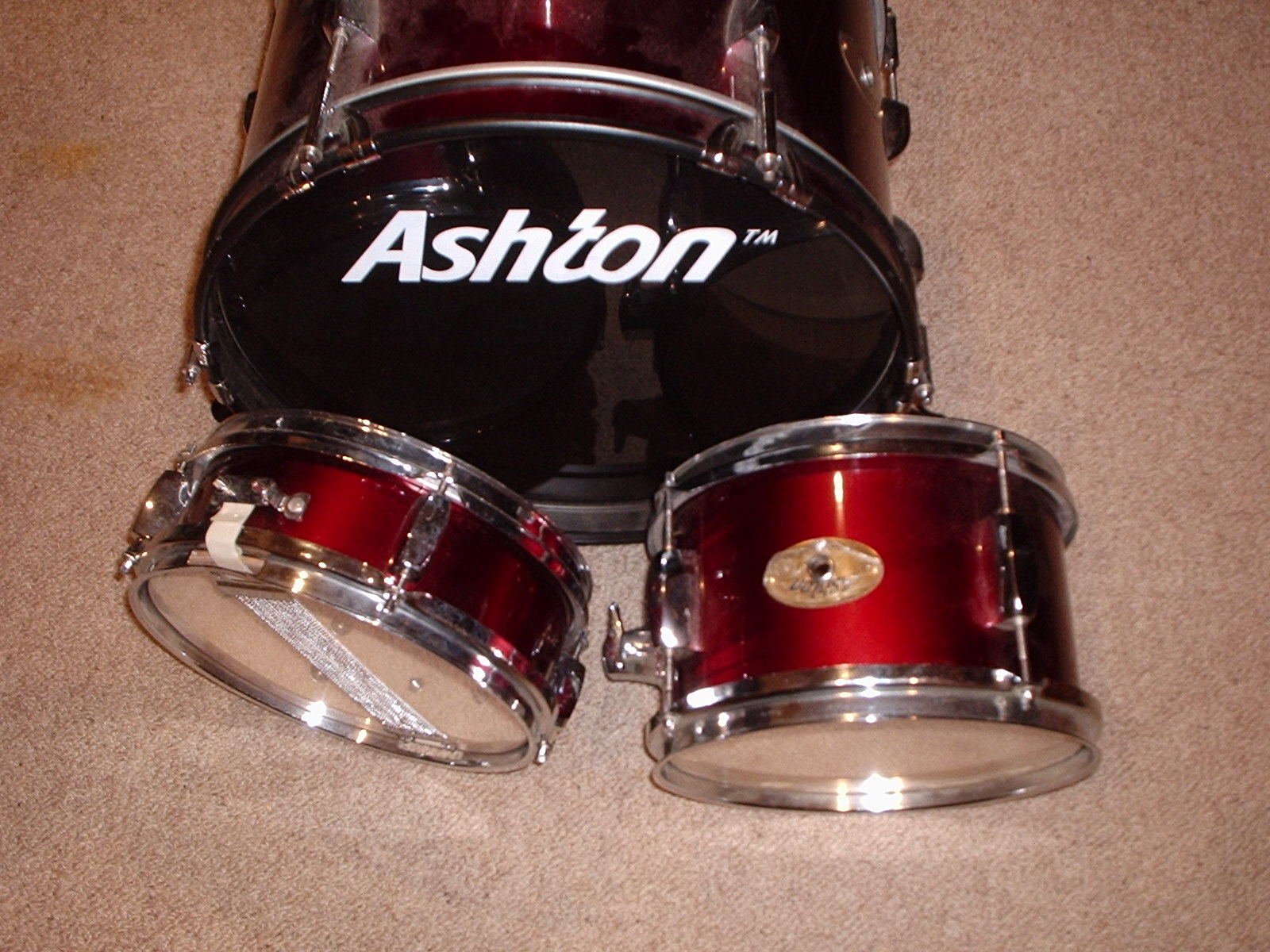
Dàn ba phần cho một tay trống trẻ: trống trầm 16", trống bẫy 10" và một trống đúp da treo 10"

Một dàn trống ba phần là dàn cơ bản nhất. Một bộ ba phần thông thường bao gồm trống trầm, trống bẫy đường kính 14", hi-hat 12" 14", một trống đúp da treo đường kính 12", sâu 8" 9" và một chũm chọe treo khoảng 14" - 18", cả hai đều được gắn trên trống trầm. Những dàn kiểu này phổ biến trong những năm 1950 và 1960 và vẫn đang được sử dụng trong thập niên 2010 trong các ban nhạc khiêu vũ nhỏ. Đây là cấu hình trống phổ biến cho các dàn trống được bán thông qua dịch vụ đặt hàng qua thư, cả với trống và chũm chọe có kích thước nhỏ hơn dành cho trẻ em.

### Bốn phần

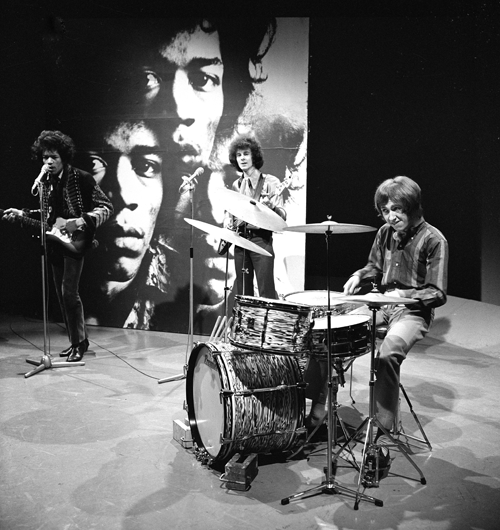
Mitch Mitchell chơi dàn bốn phần cổ điển trong ban nhạc Jimi Hendrix Experience

Một dàn bốn phần là phiên bản mở rộng của dàn ba phần, bổ sung thêm một trống đúp da treo thứ hai gắn trên trống trầm (điển hình là tay trống Chris Frantz của ban nhạc Talking Heads) hoặc bổ sung thêm một trống đúp da sàn. Trong một vài trường hợp, một chũm chọe khác cũng được bổ sung vào, vì vậy sẽ có chũm chọe to và trung riêng biệt, trên hai giá đỡ, hoặc chũm chọe to gắn trên trống trầm ở tay phải của tay trống và chũm chọe trung trên một giá đỡ riêng biệt. Kích thước chũm chọe tiêu chuẩn là chũm chọe trung 16" và chũm chọe to 18" – 20", trong đó phổ biến nhất là 20".

#### Bốn phần với trống đúp da sàn
Khi một trống đúp da sàn được bổ sung vào để tạo thành một dàn bốn phần, trống đúp da sàn thường có kích cỡ 14" (cho nhạc jazz) và 16". Cấu hình trống này thường phổ biến trong nhạc jazz và rock. Những tay trống điển hình trong loạị này bao gồm Ringo Starr trong ban nhạc The Beatles, Mitch Mitchell trong ban nhạc Jimi Hendrix Experience và John Barbata trong ban nhạc Turtles. Với nhạc jazz, việc sử dụng chũm chọe to được chú trọng hơn, việc thiếu trống đúp da treo thứ hai trong bộ bốn phần cho phép chũm chọe được đặt gần tay trống hơn, giúp chúng trở nên dễ chơi hơn.

#### Bốn phần với hai trống đúp da treo
Nếu sử dụng trống đúp da treo thứ hai, thì nó có đường kính 10" và sâu 8" để hợp nhất, hoặc đường kính 13" và sâu hơn 1 inch so với trống đúp da có đường kính 12". Nếu không, trống đúp da treo đường kính 14" sẽ được thêm vào 12", cả hai đều sâu 8". Trong mọi trường hợp, cả hai trống đúp da được gắn trên trống trầm với kích thước nhỏ hơn trong hai cỡ nhỏ hơn bên cạnh hi-hat (ở bên trái đối với những tay trống thuận tay phải). Những dàn trống này đặc biệt hữu ích cho các địa điểm nhỏ, nơi mà không gian bị hạn chế, chẳng hạn như quán cà phê, sảnh khách sạn, quán rượu, v.v.

### Năm phần

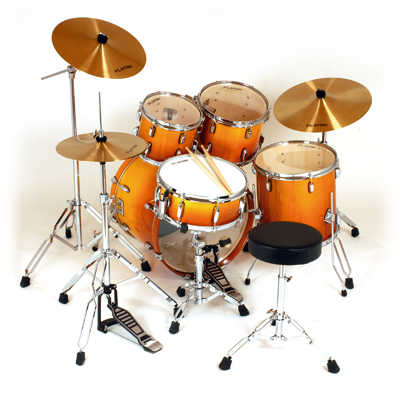
Một bộ hợp hạch năm mảnh cơ bản, với một cymbal va chạm và không có cymbals hiệu ứng, hoàn thành với ngai vàng (phân) và gậy

Bộ năm mảnh là bộ đầy đủ cấp nhập cảnh và cấu hình phổ biến nhất trên tất cả các phong cách và thể loại. Nó thêm một tom thứ ba vào trống bass / trống snare / hai bộ toms, tạo thành ba toms. Một bộ hợp hạch thông thường sẽ thêm một tom 14 ", tom sàn hoặc tom treo trên giá đỡ bên phải của trống bass, trong cả hai trường hợp, tạo ra các dòng tom 10", 12 "và 14". Có ba toms cho phép người chơi trống có một âm thanh thấp, trung bình và tom cao hơn, cho phép họ có nhiều lựa chọn hơn cho việc lấp đầy và solo.
Các dàn khác thường sẽ có các trống đúp da treo 12" và 13" cộng với trống đúp da treo 14" trên giá đỡ, trống đúp da sàn 14" hoặc trống đúp da sàn 16". Trong những năm 2010, nó rất phổ biến khi có các trống đúp da treo 10" và 12", với trống đúp da sàn 16". Cấu hình này thường được gọi là thiết lập lai. Trống trầm thường có đường kính 22", nhưng dàn trống rock có thể sử dụng loại 24", fusion là 20" và jazz là 18", trong các ban nhạc lớn còn lên đến 26". Một chũm chọe trung thứ hai cũng khá phổ biến, thường là loại 1 - 2 inch lớn hơn hoặc nhỏ hơn 16". Một ban nhạc lớn có thể sử dụng các chũm chọe trung lên đến 20" và chũm chọe to lên đến 24" hay 26". Một dàn trống rock cũng có thể thay thế một chũm chọe hi-hat hoặc chũm chọe to lớn hơn, thường là 22" cho chũm chọe to và 15" cho hi-hat.
Hầu hết các dàn năm phần cũng có một hoặc nhiều chũm chọe hiệu ứng. Bổ sung các loại chũm chọe ngoài cấu hình chũm chọe to, hi-hat và chũm chọe trung đòi hỏi nhiều chân đỡ hơn, trừ các gói phần cứng trống tiêu chuẩn. Vì vậy, nhiều dàn trống đắt tiền cho các tay trống chuyên nghiệp được bán với rất ít hoặc thậm chí không có phần cứng để cho phép tay trống chọn chân đỡ và cả bàn đạp trống trầmmà anh ta thích. Ở một thái cực khác, nhiều dàn trống rẻ tiền cho người mới được bán dưới dạng một dàn năm phần hoàn chỉnh cùng với hai chân đỡ chữm chọe, một chiếc ghế đẩu và một cặp dùi trống 5A. Trong những năm 2010, dàn trống kỹ thuật số thường được cung cấp trong một dàn năm phần, thường là với một bộ kích hoạt chũm chọe trung bằng nhựa và một bộ kích hoạt chũm chọe trung. Trống điện tử hoàn toàn không tạo ra bất kỳ âm thanh âm hưởng nào ngoài tiếng gõ nhẹ vào dùi trên đầu nhựa hoặc cao su. Các miếng đệm kích hoạt được nối với một mô-đun synth hoặc bộ lấy mẫu.

### Dàn trống nhỏ

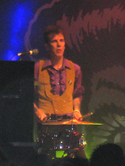
Slim Jim Phantom đang đứng chơi một dàn trống hai phần

Nếu tất cả trống đúp da được lược bỏ đi, hoặc trống trầm được thay thế bằng một bộ đập hoạt động bằng bàn đạp ở lớp da dưới cùng của trống đúp da sàn và các trống đúp da treo bị lược bỏ, kết quả sẽ là một dàn "cocktail" hai phần. Những dàn trống như vậy đặc biệt được ưa chuộng trong các thể loại âm nhạc như trad jazz, bebop, rockabilly và jump blues. Một số dàn trống rock và dàn dành cho người mới lược bỏ đi chân đỡ đỡ hi-hat. Trong nhạc rock, tay trống sẽ đứng khi chơi thay vì ngồi.
Mặc dù các dàn trống này nhỏ hơn so với các loại dàn trống khác, bản thân trống thường vẫn có kích thước bình thường nhất, hoặc thậm chí lớn hơn trong trường hợp có cả trống trầm. Những dàn trống sử dụng các loại trống nhỏ hơn trong cả cấu hình trống nhỏ hơn hay lớn hơn cũng được sản xuất cho các mục đích sử dụng cụ thể, chẳng hạn như dàn trống boutique được thiết kế để giảm tác động trực quan mà các dàn lớn tạo ra hoặc do hạn chế không gian trong quán cà phê, dàn trống du lịch để giảm khối lượng hành lý và dàn trống cơ sở cho các tay trống trẻ. Trống nhỏ hơn có xu hướng yên tĩnh hơn, phù hợp với các địa điểm nhỏ hơn, và nhiều dàn như vậy cải tiến điều này với việc "bóp nghẹt" thêm, cho phép thực hành một cách yên tĩnh nhất hoặc thậm chí im lặng hoàn toàn trong phòng khách sạn hoặc phòng ngủ.

### Dàn trống mở rộng

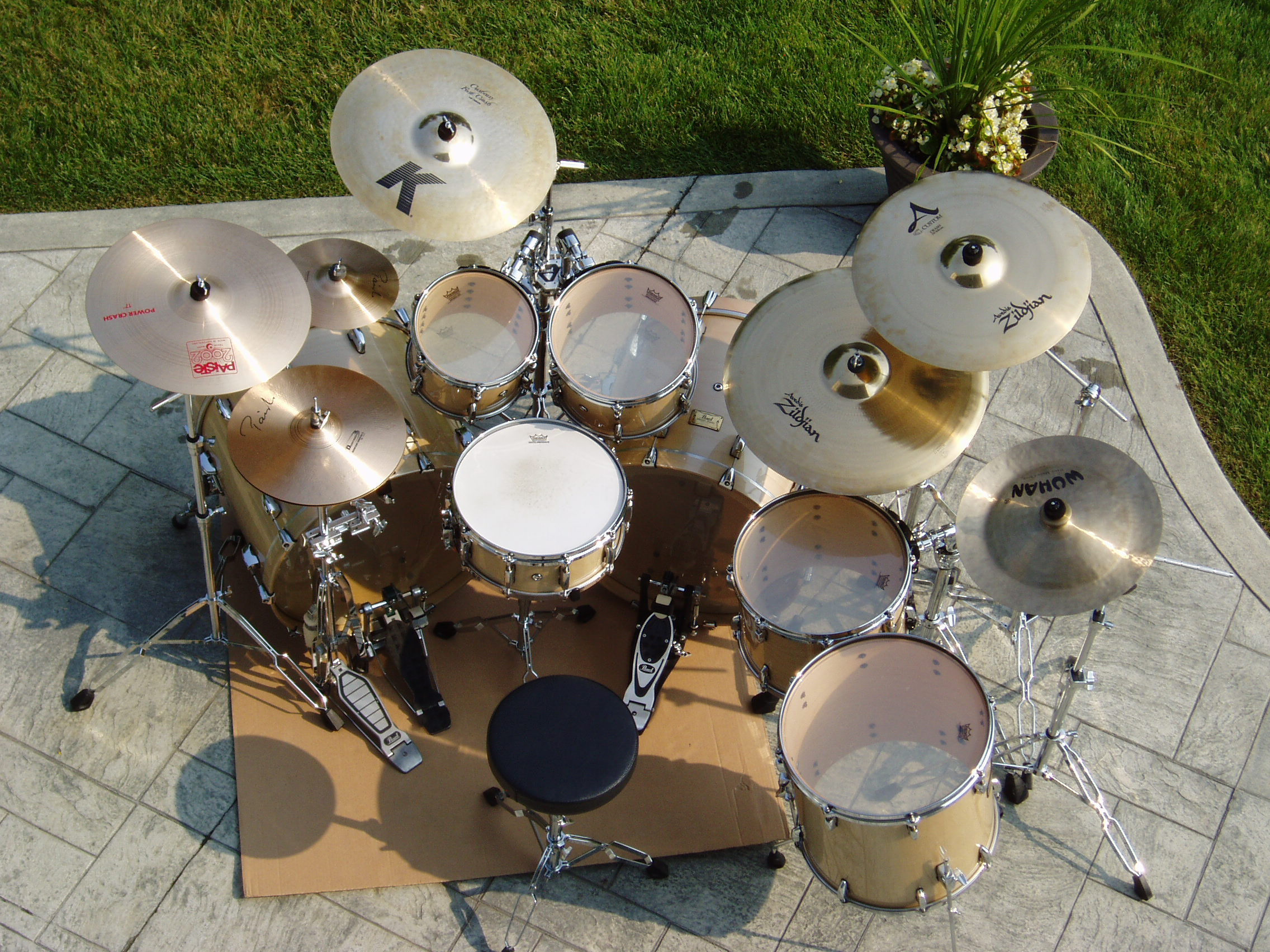
Một bộ bảy phần thường được sử dụng cho dòng nhạc heavy metal và progressive rock, gồm trống trầm đôi, hai trống đúp da sàn và một bộ chũm chọe mở rộng (ba chũm chọe trung với chũm chọe nhỏ và loại chũm chọe Hoa).

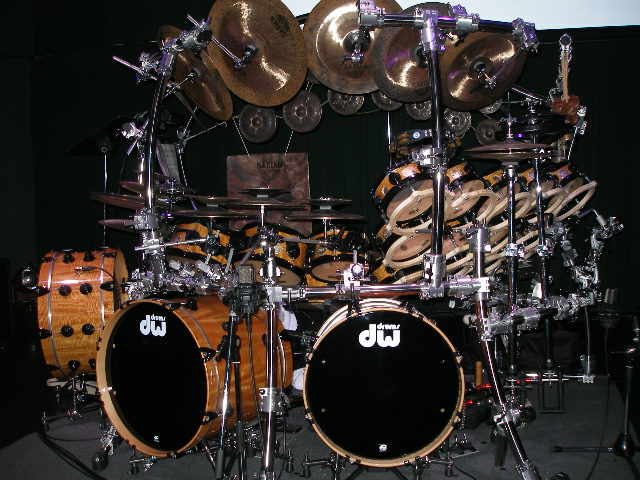
Một dàn trống khổng lồ của tay trống Terry Bozzio

- Chũm chọe hiệu ứng, đặc biệt là chũm chọe nhỏ và chũm chọe Hoa
- Trống trầm đôi. Trống trầm đôi hoặc bàn đạp trống trầm đôi là tiêu chuẩn cho một số thể loại, đặc biệt là trong nhạc kim loại nặng
- Thêm nhiều trống đúp da treo hoặc giá đỡ trống đúp da hơn
- Bổ sung thêm nhiều chũm chọe trung
- Một chũm chọe trung/to ngoài chũm chọe to chính
- Trống đúp da thứ hai, lớn hơn hoặc nhỏ hơn
- Một hoặc nhiều trống đúp da ống hoặc một cặp trống định âm
- Một cặp hi-hat thứ hai
- Các loại chiêng
- Nhiều chũm chọe to
- Bổ sung mô-đun âm thanh hoặc trình phối nhạc.

Xem thêm các nhạc cụ âm hưởng khác ở trên. Một phần mở rộng linh hoạt khác ngày càng trở nên phổ biến là việc tích hợp một số trống điện tử trong dàn trống thông thường.
Các tiện ích mở rộng ít phổ biến hơn nhưng không dành riêng cho các dàn trống lớn gồm:
- Nhiều trống bẫy, thường ở dạng trống bẫy phụ. Một trống bẫy phụ thường được đặt ở bên trái của tay trống (đối diện với trống đúp da sàn và bên trái hi-hat). Trống bẫy phụ được sử dụng tương tự như chũm chọe hiệu ứng, tức là khi cần thêm âm thanh khác. Nói chung, chỉ có một trống bẫy được sử dụng trong dàn, nếu có.
- Nhiều trống trầm, ngoài thiết lập trống trầm kép
- Trống cồng (trống trầm một đầu, chơi bằng dùi hoặc bằng vồ)
- Bộ cồng chiêng, đã chỉnh hoặc chưa chỉnh
- Hiệu ứng âm thanh (như tiếng sấm sét)
- Một hoặc nhiều chũm chọe cổ truyền (crotales)
- Nhạc cụ "mượn" từ bộ gõ của dàn nhạc, chẳng hạn như trống định âm
- Các nhạc cụ "mượn" từ bộ gõ của ban nhạc diễu hành, chẳng hạn như trống trầm đã điều chỉnh được sử dụng trong dàn trống

## Phụ kiện

### Dùi trống

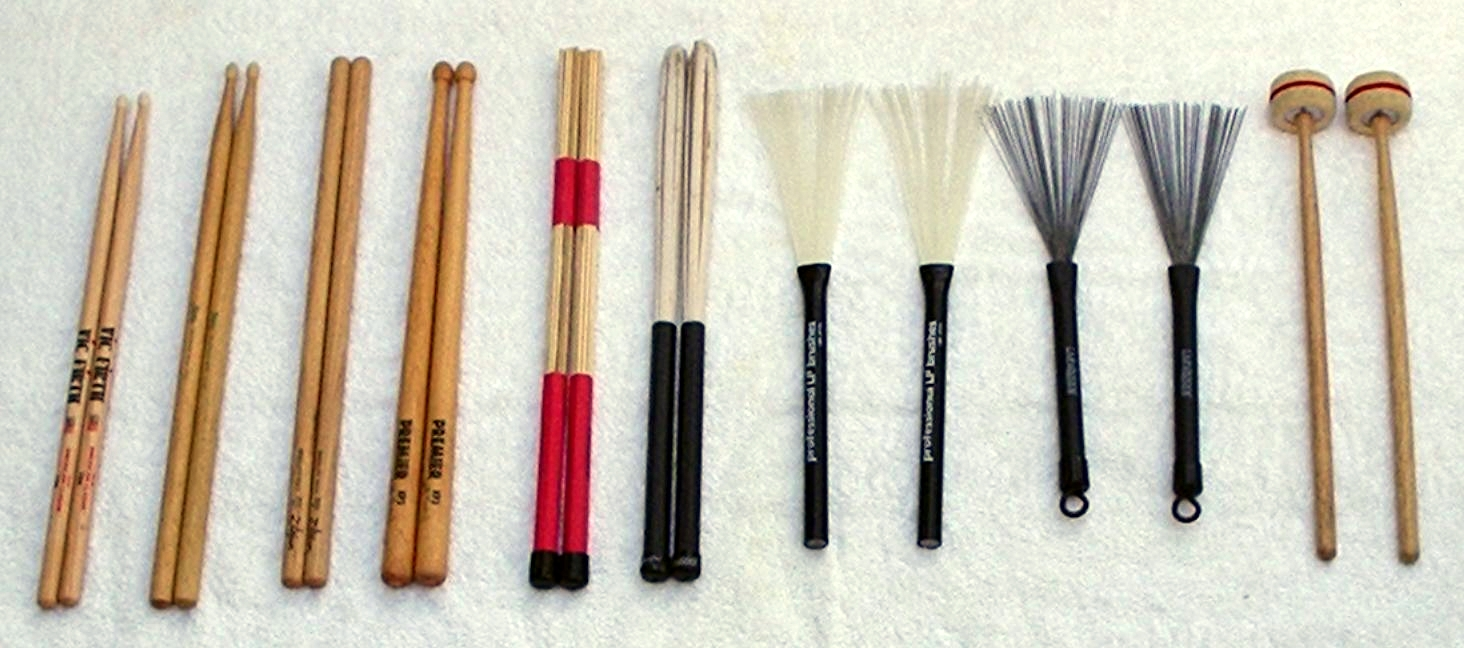
Các loại dùi trống

Dùi truyền thống được làm từ gỗ (đặc biệt là gỗ phong, gỗ mại châu và gỗ sồi), tuy nhiên kim loại và sợi các-bon cũng được dùng cho các dùi trống cao cấp trên thị trường. Các dùi trống gỗ nguyên mẫu được thiết kế chủ yếu để sử dụng với trống bẫy. Dùi trống có nhiều thiết kế đầu dùi; 7N là một loại dùi trống jazz phổ biến có đầu bằng ni-lông, 5B là một loại dùi gỗ thông thường, 5B nặng hơn 7N nhưng có cấu hình tương tự và là tiêu chuẩn chung cho người mới bắt đầu. Số nằm trong khoảng từ 1 (nặng nhất) đến 10 (nhẹ nhất).
Ý nghĩa của cả số và chữ khác nhau tùy theo nhà sản xuất và một số dùi trống không được mô tả bằng hệ thống này, chỉ được gọi là Smooth Jazz (7N hoặc 9N) hoặc Speed Rock (2B hoặc 3B). Nhiều tay trống nổi tiếng ưa chuộng những dùi trống được thiết kế theo sở thích đặc biệt của họ và được bán dưới chữ ký của họ.
Bên cạnh dùi trống, người chơi trống cũng sẽ sử dụng dùi cọ và rute trong nhạc jazz và những dòng nhạc nhẹ nhàng. Ngoài ra, các "máy đập" khác như vồ bánh xe (cartwheel mallet) (được biết đến với bộ trống là "dùi mềm") cũng có. Không có gì lạ khi những tay trống rock sử dụng "sai" đầu (mông) của dùi để có âm nặng hơn; một số nhà sản xuất sản xuất dùi trống không đầu với hai đầu mông.
Một chiếc túi đựng dùi trống (stick bag) là phương pháp tiêu chuẩn để một tay trống mang dùi trống đến buổi biểu diễn trực tiếp. Để dễ dàng sử dụng, túi đựng dùi thường được gắn ở bên cạnh trống đúp da sàn, trong tầm tay của tay trống thuận tay phải.

### Trống bịt

Mylar muffle ring trên bẫy

Trống bịt là một loại mute (thiết bị lắp vào một nhạc cụ để thay đổi âm thanh tạo ra) có thể làm giảm tiếng chuông, tần số âm thanh bùng nổ hoặc âm lượng tổng thể trên trống bẫy, trông trầm hoặc trống đúp da. Điều khiển chuông rất hữu ích trong phòng thu, khi mà tần số không mong muốn có thể bị xung đột với các nhạc cụ khác. Có các thiết bị bóp nghẹt bên trong và bên ngoài, tương ứng nằm ở bên trong hoặc bên ngoài của mặt trống. Các loại ống giảm âm phổ biến bao gồm vòng đệm, băng keo và các phương pháp ngẫu hứng, chẳng hạn như đặt ví gần rìa đầu. Một số tay trống hòa âm tiếng trống bằng cách đặt một miếng vải lên trên mặt trống.
Trống bẫy và trống đúp da: Cách điển hình để phối một trống bẫy hoặc trống đúp da là đặt một vật thể lên cạnh ngoài của mặt trống. Một mảnh vải, ví hoặc vòng làm bằng màng polyester là những vật phổ biến. Bên cạnh đó, các nút giảm âm bên ngoài cũng hoạt động theo nguyên tắc tương tự. Bộ giảm âm bên trong nằm bên trong mặt trống thường được chế tạo gắn liền với trống, nhưng bị coi là kém hiệu quả hơn so với bộ giảm âm bên ngoài, vì chúng làm giảm đi âm thanh ban đầu, thay vì chỉ đơn giản là làm giảm độ bền của nó.
Trống trầm: Giảm âm trầm bằng các kỹ thuật bóp âm tương tự như trống bẫy, nhưng trống trầm trong dàn trống thường được bóp nghẹt hơn bằng cách thêm gối, túi ngủ hoặc một miếng mềm khác vào bên trong trống, giữa hai đầu. Cắt một lỗ nhỏ trên đầu cộng hưởng cũng có thể tạo ra nhiều âm thanh bị bóp nghẹt hơn và cho phép thao tác với việc bóp nghẹt bên trong. Đệm Evans EQ đặt một miếng đệm vào đầu đập và khi đánh, miếng đệm di chuyển khỏi đầu trong giây lát, sau đó quay trở lại để tựa vào đầu, do đó làm giảm độ bền mà không bị nghẹn âm.
Bộ giảm thanh và tắt tiếng: Một loại bộ giảm âm trống khác là một miếng cao su vừa với toàn bộ mặt trống hoặc chũm chọe. Nó làm gián đoạn tiếp xúc giữa dùi và đầu làm giảm âm thanh hơn nữa. Chúng thường được sử dụng trong các thiết lập trống phục vụ việc thực hành.
Chũm chọe: Thường được giảm thanh bằng tay, để giảm độ ngân vang hoặc âm lượng của tiếng chuông (ví dụ, kỹ thuật sặc chũm chọe là một phần quan trọng của trống metal). Chũm chọe cũng có thể được giảm thanh bằng các vòng cao su đặc biệt hoặc với các phương pháp tự làm như sử dụng băng keo.
Một số công ty với các sản phẩm bịt:
- Remo
- Pearl Drums
- Tama Drums
- Vic Firth
- HQ Percussion
- Evans
- Cymbomute

Lịch sử: Trống bịt thường xuất hiện trong các tang lễ, chẳng hạn như tang lễ của Tổng thống John F. Kennedy và Victoria của Anh. Việc sử dụng trống bịt đã được mô tả bởi những nhà thơ như Henry Wadsworth Longfellow, John Mayne và Theodore O'Hara. Trống cũng đã được sử dụng cho mục đích trị liệu và học tập, chẳng hạn như khi một tay trống có kinh nghiệm sẽ ngồi với một số học sinh và đến cuối phiên, tất cả đều thư giãn và chơi những nhịp điệu phức tạp.

### Phụ kiện giữ dùi trống
Có nhiều loại phụ kiện giữ dùi khác nhau, bao gồm cả loại túi có thể được gắn vào trống và giá đỡ kiểu vỏ có góc, giữ được một cặp dùi.

### Sizzler

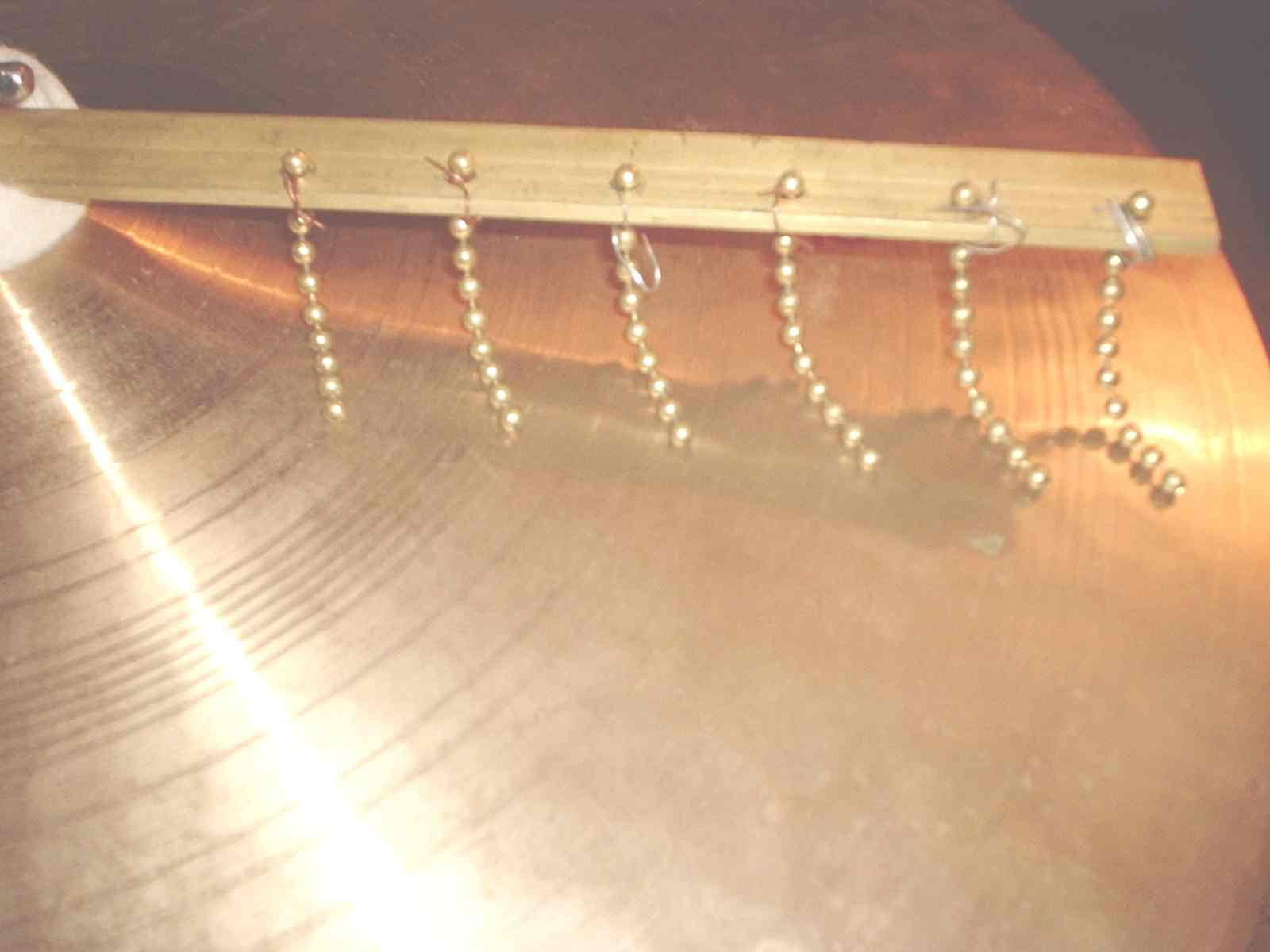
Chũm chọe 18" Paiste 2002 vừa được lắp một chuỗi kim loại (sizzler)

Sizzler là một chuỗi kim loại được treo trên một chũm chọe, tạo ra âm thanh kim loại đặc biệt khi chũm chọe được đánh Sử dụng một sizzler là sự thay thế (mà không cần làm hại chũm chọe) cho việc phải khoan lỗ trên chũm chọe và đặt đinh tán kim loại vào các lỗ. Một lợi ích khác của việc sử dụng chuỗi sizzler là nó có thể được gỡ ra và chũm chọe sẽ trở lại âm thanh bình thường (ngược lại, một chũm chọe với đinh tán sẽ phải tháo các đinh tán ra).
Một số sizzler có tay quay cho phép các chuỗi nhanh chóng được nâng lên từ chũm chọe, hoặc hạ nó xuống, cho phép sử dụng hiệu ứng đặc biệt cho một số bài hát.

### Vỏ

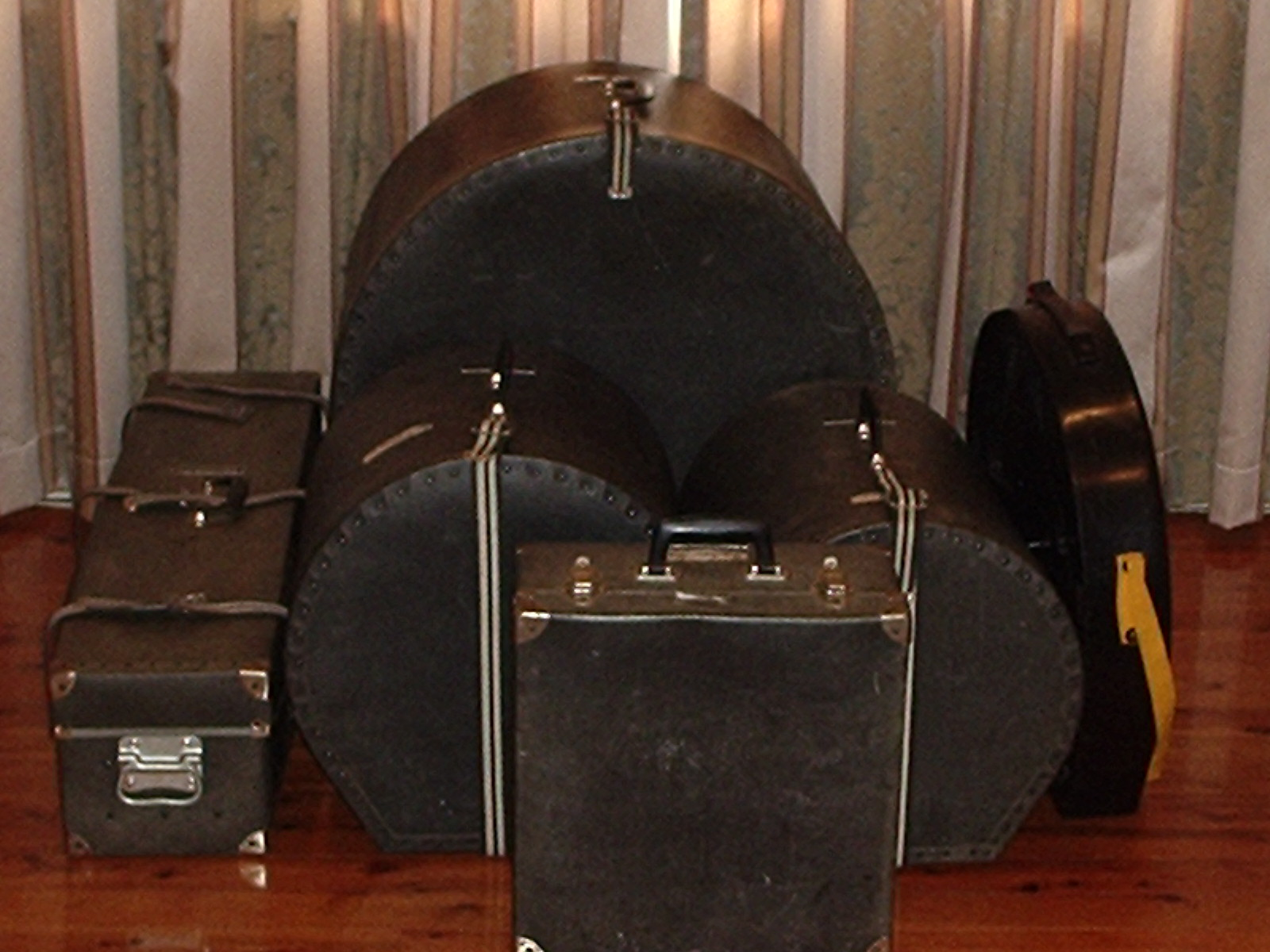
Từ trái qua: vỏ trap, vỏ trống đúp da sàn, vỏ trống bẫy (phía trước), vỏ trống đúp da treo đôi, vỏ chũm chọe, vỏ trống trầm (phía sau)

Ba loại vỏ bảo vệ là phổ biến cho dàn trống:
- Túi trống được làm từ những loại vải chắc chắn như cordura (một loại vải tổng hợp) hoặc từ nhựa vinyl. Chúng bảo vệ khỏi sự va đập không nhiều, nhưng chúng bảo vệ trống và chũm chọe khỏi các điều kiện môi trường khắc nghiệt rất hiệu quả. Chúng đủ cho việc vận chuyển trống trong xe tư nhân để đi đến các buổi biểu diễn địa phương. Chúng thường là lựa chọn duy nhất cho những tay trống trẻ.
- Vỏ cứng với giá trung bình có cấu tạo tương tự như vali, thường được làm bằng sợi tổng hợp. Nó bảo vệ khỏi va đập tốt hơn so với túi vải.
- Vỏ chuyên dụng cho di chuyển bằng đường không hoặc đường bộ là tiêu chuẩn cho các tay trống chuyên nghiệp khi lưu diễn.

Như với các nhạc cụ khác, sự kết hợp của vỏ cứng với lớp đệm luôn là phương pháp bảo vệ tốt nhất.

### Micro

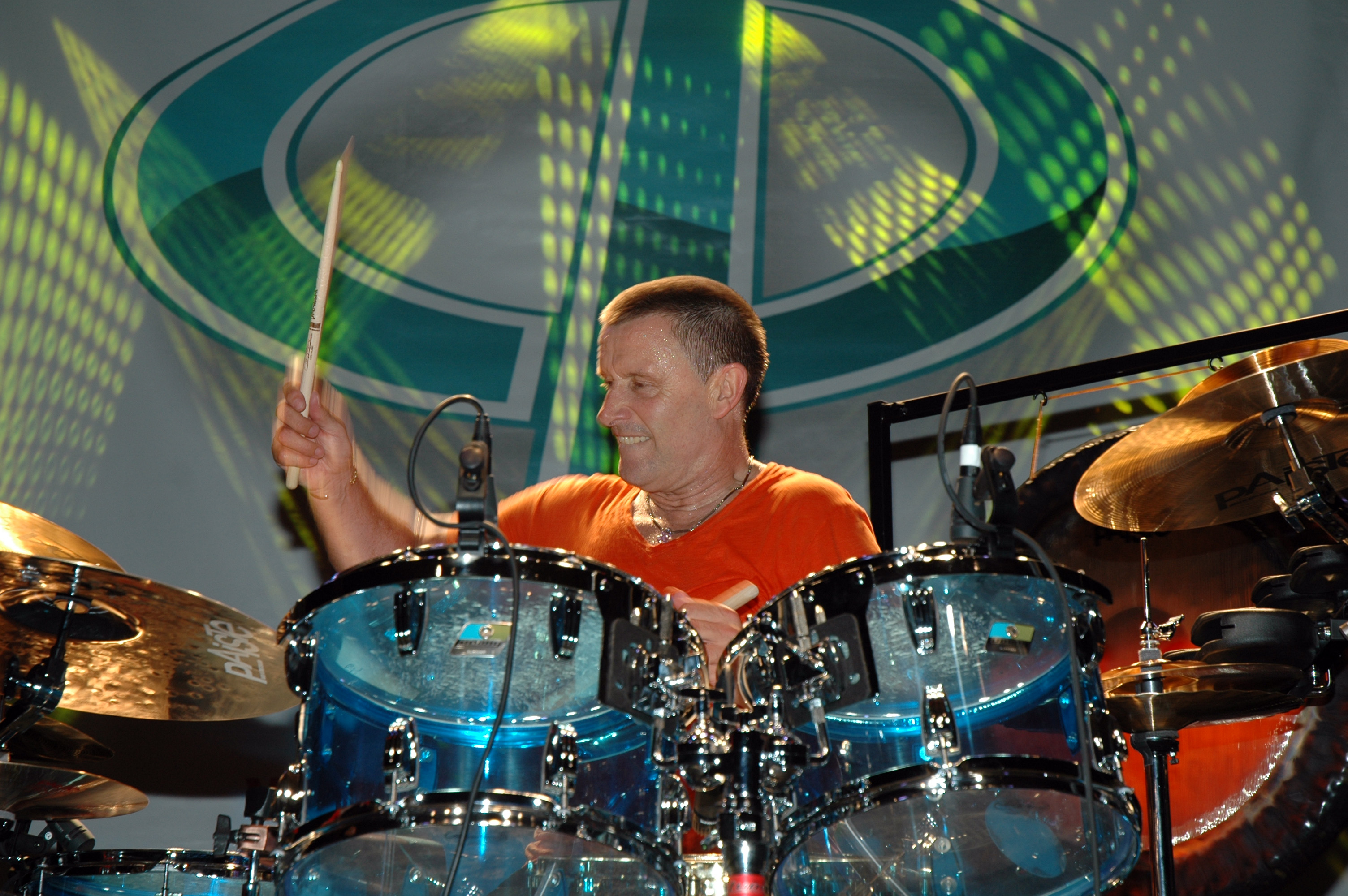
Carl Palmer với mic cho trống đúp da được gắn trên vành trống

Micro (hay "mic") được sử dụng với dàn trống để thu âm trống và chũm chọe để ghi âm hoặc thu âm dàn trống để có thể khuếch đại qua hệ thống PA hoặc hệ thống tăng cường âm thanh. Trong khi hầu hết các tay trống sử dụng micro và khuếch đại trong các chương trình trực tiếp vào những năm 2010, để các kỹ sư âm thanh có thể điều chỉnh và cân bằng mức độ của trống và chũm chọe, một số ban nhạc chơi các thể loại âm nhạc yên tĩnh hơn và chơi ở các địa điểm nhỏ như quán cà phê, nơi không có khuếch đại mic hay PA. Các nhóm nhạc jazz nhỏ như tứ tấu jazz hoặc bộ ba đàn phím điện tử chơi trong một quán bar nhỏ thường sẽ chỉ sử dụng trống âm hưởng. Tất nhiên, nếu cùng một nhóm nhạc jazz nhỏ chơi trên sân khấu của một lễ hội nhạc jazz lớn, trống sẽ được lắp mic để chúng có thể được điều chỉnh trong hỗn hợp hệ thống âm thanh. Một cách tiếp cận giữa mặt đất được sử dụng bởi một số ban nhạc chơi ở những địa điểm nhỏ; họ không lắp mic ở mỗi trống và chũm chọe, mà chỉ mic chỉ các nhạc cụ mà kỹ sư âm thanh muốn điều khiển trong bản phối, chẳng hạn như trống trầm và trống bẫy.
Trong một số phong cách âm nhạc, tay trống sử dụng hiệu ứng điện tử trên trống, chẳng hạn như các cổng tiếng ồn riêng để tắt tiếng micrô đính kèm, khi mà tín hiệu ở dưới mức âm lượng ngưỡng. Điều này cho phép kỹ sư âm thanh sử dụng âm lượng tổng thể cao hơn cho dàn trống bằng cách giảm số lượng micrô "hoạt động" có thể tạo ra phản hồi không mong muốn bất cứ lúc nào. Khi một dàn trống hoàn toàn được điều chỉnh và khuếch đại thông qua hệ thống tăng cường âm thanh, tay trống hoặc kỹ sư âm thanh có thể thêm các hiệu ứng điện tử khác vào âm thanh trống, chẳng hạn như hồi âm hoặc độ trễ kỹ thuật số.
Một số tay trống tới các địa điểm với bộ trống của họ, sử dụng mic và mic đứng được cung cấp bởi kỹ sư âm thanh của địa điểm đó. Những tay trống khác mang tất cả các mic của họ, hoặc các mic được chọn (ví dụ: mic trống trầm chất lượng tốt và mic tốt cho trống bẫy) để đảm bảo rằng họ có mic chất lượng tốt cho mỗi chương trình. Micro được cung cấp bởi các quán bả và CLB đêm đôi khi có thể ở trong tình trạng không đạt tiêu chuẩn, do tần suất sử dụng quá cao.

### Màn hình
Các trống sử dụng trống điện tử, máy trống hoặc bộ dụng cụ điện âm lai (pha trộn giữa trống âm hưởng và chũm chọe truyền thống với các miếng đệm điện tử) thường sử dụng loa màn hình, bộ khuếch đại bàn phím hoặc thậm chí là một hệ thống PA nhỏ để nghe âm thanh trống điện tử. Ngay cả một tay trống chơi trống âm hưởng hoàn toàn có thể sử dụng loa màn hình để nghe tiếng trống của anh ta, đặc biệt nếu anh ta đang chơi trong một ban nhạc rock hoặc metal lớn, nơi có âm lượng lớn trên sân khấu từ các ngăn guitar rất lớn và mạnh mẽ. Vì dàn trống sử dụng trống trầm sâu, tay trống thường được đưa cho một thùng loa lớn với loa siêu trầm 15" để giúp họ theo dõi âm thanh trống trầm (cùng với loa màn hình toàn dải để nghe phần còn lại của dàn). Một số kỹ sư âm thanh và tay trống ưa chuộng hệ thống rung điện tử hơn, thông thường được gọi là "máy lắc mông" hoặc "máy ném ngai vàng" để theo dõi trống trầm, vì điều này làm giảm âm lượng sân khấu. Với một "shaker mông", "tiếng đập" của mỗi tiếng trống trầm gây ra rung động trong phân trống; bằng cách này, tay trống sẽ cảm thấy nhịp của họ ở phía sau, thay vì nghe thấy nó.

### Thiết bị trống trầm
Một số phụ kiện được thiết kế cho trống trầm (còn được gọi là "kick drum"). Các ống có cổng cho trống trầm có sẵn để tận dụng thiết kế loa phản xạ âm trầm, trong đó một cổng đã được điều chỉnh (lỗ và ống được đo cẩn thận) được đặt trong thùng loa để cải thiện phản hồi âm trầm ở tần số thấp nhất. Các bản vá đầu trống trầm có sẵn giúp bảo vệ đầu trống khỏi tác động của máy đập nỉ. Gối trống trầm là túi vải có chất độn hoặc nhồi được sử dụng để thay đổi âm sắc hoặc cộng hưởng của trống trầm. Một sự thay thế rẻ tiền hơn để sử dụng gối trống trầm chuyên dụng là sử dụng túi ngủ cũ.

### Găng tay
Một số tay trống đeo găng tay trống đặc biệt để cải thiện độ bám của dùi khi họ chơi. Găng tay trống thường có bề mặt kẹp có kết cấu được làm từ vật liệu tổng hợp, cao su và lưới hoặc lỗ thông hơi trên các bộ phận của găng tay không được sử dụng để giữ dùi nhằm tạo cảm giác thông thoáng.

### Màn hình trống
Trong một số phong cách hoặc cài đặt trống, chẳng hạn như CLB nhạc đồng quê hoặc nhà thờ, địa điểm nhỏ hoặc khi ghi âm trực tiếp, tay trống có thể sử dụng màn hình trống trong suốt hoặc thủy tinh hữu cơ (còn được gọi là khiên trống) để làm giảm âm lượng trên sân khấu của trống. Một màn hình bao quanh hoàn toàn bộ trống được gọi là buồng trống. Trong các ứng dụng âm thanh trực tiếp, tấm chắn trống được sử dụng để kỹ sư âm thanh có thể kiểm soát tiếng trống nhiều hơn mà khán giả nghe qua hỗn hợp hệ thống PA hoặc để giảm âm lượng tổng thể của trống, như một cách để giảm âm lượng tổng thể của ban nhạc trong địa điểm. Trong một số phòng thu âm, vách ngăn bằng bọt và vải được sử dụng bổ sung. Điểm hạn chế của các tấm vách ngăn bằng bọt và vải là tay trống không thể quan sát được những thành viên khác trong ban nhạc, nhà sản xuất thu âm hay kỹ sư âm thanh.

### Thảm
Các tay trống thường mang một tấm thảm đến các địa điểm biểu diễn để ngăn trống trầm và đế hi-hat khỏi "bò" (dịch chuyển) trên một bề mặt trơn trượt từ đầu trống đập vào trống trầm. Thảm cũng làm giảm tiếng vang ngắn, và giúp ngăn ngừa thiệt hại cho sàn. Trong các chương trình mà nhiều tay trống sẽ mang dàn trống của họ lên sân khấu vào ban đêm, thông thường tay trống sẽ đánh dấu vị trí của khán đài và bàn đạp của họ bằng băng keo, cho phép định vị dàn trống ở vị trí quen thuộc nhanh hơn. Trống trầm và đế hi-hat thường có gai có thể thu vào để giúp chúng bám chặt các bề mặt như thảm, hoặc đứng yên (trên bề mặt cứng) bằng chân cao su.

### Thiết bị luyện tập
Trống sử dụng nhiều phụ kiện khi luyện tập, như bộ đếm nhịp để phát triển cảm giác xung ổn định, đệm bịt trống được sử dụng để giảm thanh cho trống khi thực hành hay miếng đệm thực hành được đặt trên đùi, trên chân hoặc gắn trên giá đỡ, dùng để thực hành gần như im lặng với dùi trống. Một dàn miếng đệm thực hành có thể được lắp đặt để mô phỏng toàn bộ dàn trống được gọi là dàn luyện tập. Trong những năm 2010, phần lớn chúng được thay thế bằng trống điện tử, có thể nghe bằng tai nghe để thực hành yên tĩnh và dàn trống có đầu lưới không âm.

### Thiết bị điều chỉnh

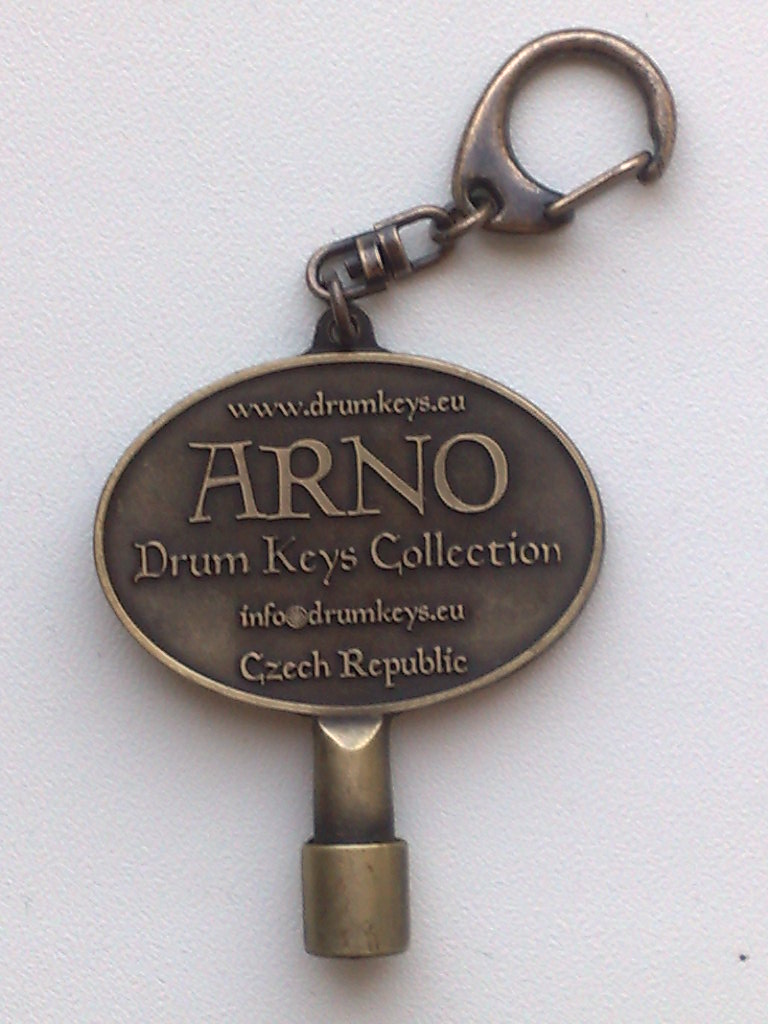
Một khóa trống Arno

Tay trống sử dụng khóa trống để điều chỉnh trống và điều chỉnh một số phần cứng trống. Bên cạnh các loại trống cơ bản (cờ lê có tay cầm chữ T) còn có các công cụ điều chỉnh khác. Các khóa trống cơ bản được chia thành ba loại cho phép chỉnh ba loại vít điều chỉnh trên trống: hình vuông (phổ biến nhất), có rãnh và hình lục giác. Cờ lê kiểu Ratchet cho phép trống có độ căng cao được điều chỉnh dễ dàng. Khóa xoay (sử dụng khớp nối bóng) cho phép thay đổi đầu nhanh chóng. Ngoài ra, đồng hồ đo sức căng có thể được đặt trên đầu trống giúp tay trống dễ dàng chỉnh trống tới các mức độ chính xác và phù hợp. Trống có thể điều chỉnh trống "bằng tai" hoặc sử dụng bộ chỉnh trống kỹ thuật số, "đo áp suất nhĩ" trên mặt trống để cung cấp mức độ điều chỉnh chính xác vào những năm 2010.

### Ký hiệu

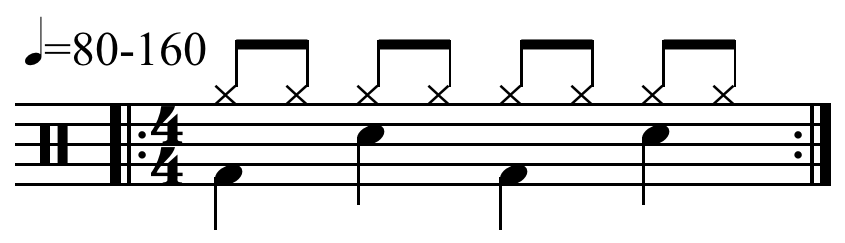
Rãnh số chỉ nhịp cơ bản với nhịp trầm (dưới cùng), nhịp trống bẫy và chũm chọe (trên cùng) là phổ biến nhất trong âm nhạc đại chúng liên_kết=| Về âm thanh này

Nhạc trống được ghi trong ký hiệu âm nhạc (được gọi là "bộ phận trống"), được học và chơi bằng tai, ngẫu hứng hoặc kết hợp một số hoặc cả ba phương pháp này. Các tay trống nhạc sĩ phiên chuyên nghiệp và các tay trống ban nhạc lớn thường được yêu cầu đọc các phần trống. Phần trống thường được viết trên một khuông nhạc năm dòng tiêu chuẩn. Vào năm 2016, một khóa của bộ gõ đặc biệt được sử dụng, trong khi trước đó, khóa của âm trầm được sử dụng. Tuy nhiên, ngay cả khi âm trầm hoặc không có khóa của âm nhạc được sử dụng, mỗi dòng và không gian được gán với một nhạc cụ của dàn, thay vì âm vực. Trong nhạc jazz, nhạc truyền thống, nhạc dân gian, nhạc rock và nhạc pop, tay trống được mong đợi có thể học các bài hát bằng tai (từ bản ghi âm hoặc từ một nhạc sĩ khác đang chơi hoặc hát bài hát) và ứng biến. Mức độ ngẫu hứng khác nhau trong các phong cách khác nhau. Những tay trống hợp nhất nhạc jazz và jazz có thể có những bản độc tấu ngẫu hứng dài trong mỗi bài hát. Trong nhạc rock và blues, cũng có những bản độc tấu trong một số bài hát, mặc dù chúng có xu hướng ngắn hơn so với những bản jazz. Những người chơi trống trong tất cả các phong cách âm nhạc phổ biến và âm nhạc truyền thống dự kiến sẽ có thể ứng biến các phần đệm cho các bài hát, một khi chúng được nói về thể loại hoặc phong cách (ví dụ: shuffle, ballad, blues). 

### Ghi âm
Trên các phương tiện ghi âm ban đầu (cho đến năm 1925 ) như xi lanh sáp và đĩa than được khắc bằng kim khắc, cân bằng âm thanh có nghĩa là các nhạc sĩ phải được chuyển trở lại phòng. Trống thường được đặt xa khỏi còi (một phần của bộ chuyển đổi cơ học) để giảm độ méo âm.
Trong những năm 2020, các phần trống trong nhiều phong cách âm nhạc phổ biến thường được thu âm tách biệt với các nhạc cụ và ca sĩ khác, bằng cách sử dụng các kỹ thuật ghi âm multi-track. Sau khi trống được thu âm, các nhạc cụ khác (guitar đệm, dương cầm, v.v.) và sau đó giọng hát sẽ được bổ sung vào. Để đảm bảo rằng nhịp độ trống có sự nhất quán trong kiểu ghi âm này, tay trống thường chơi cùng với một đoạn nhịp (một loại máy tạo nhịp kỹ thuật số) trong tai nghe. Như vậy, khả năng chơi chính xác cùng với đường nhịp đã trở thành một kỹ năng quan trọng đối với các tay trống chuyên nghiệp.

## Các nhà sản xuất trống
Các nhà sản xuất sử dụng định dạng truyền thống của Mỹ trong danh mục của họ bao gồm:
- ddrum
- Camco
- Drum Workshop
- Gretsch Drums
- Ludwig-Musser
- Slingerland Drum Company
- Tama Drums
- Seb Custom Drums

Những NSX sử dụng thước đo của châu Âu trong đường kính x chiều sâu gồm:
- Brady Drum Company
- Mapex Drums
- Meinl Percussion[48]
- Pearl Drums
- Premier Percussion
- Rogers Drums
- Sonor
- Yamaha Drums